# Rapaggio
Rapaggio est une commune française située dans la circonscription départementale de la Haute-Corse et le territoire de la collectivité de Corse. Le village appartient à la piève d'Orezza, en Castagniccia.

## Géographie

### Localisation
La commune  appartient à la microrégion de l'Orezza, au cœur de la Castagniccia. Elle est connue pour ses eaux gazeuses et ferrugineuses, qui sont exploitées depuis l'Antiquité, et déclarées d'utilité publique du fait de leur richesse en fer et en bicarbonate. Elle était une communauté dans l'ancienne pieve d'Orezza. Elle est adhérente au parc naturel régional de Corse, dans son « territoire de vie » nommé Castagniccia.
Communes limitrophes

### Géologie et relief
Rapaggio est une commune de moyenne montagne, située à environ 5,8 km (distance orthodromique) à l'est - sud-est du San Petrone. Elle se situe dans le « Deçà des monts » (Cismonte en langue corse) ou Corse schisteuse au nord-est de l'île, dans le prolongement de l'arête schisteuse du Cap Corse qui se poursuit avec le massif du Monte San Petrone et se termine au sud de la Castagniccia. Ce massif est un bloc de « schistes lustrés » édifié au tertiaire lors de la surrection des Alpes sur un socle hercynien, de la fin de l'ère primaire.

#### Géologie
Dans son ouvrage Géologie de la Corse paru en 1917, le géologue D. Hollande relève que dans la vallée du Fium'Alto, il y a des schistes à mica blanc alternant avec des calcaires phylliteux intercalés en lentilles dans ces schistes. Ces schistes ont un pendage vers l'Est assez régulier. Ils s'y présentent sur une épaisseur variant entre 350 et 400 mètres. Et d'écrire ceci : « Dans la région d'Orezza on m'a signalé un marbre foncé à veines dorées qui me paraît appartenir à un fragment du Lias de la deuxième nappe, ce que je n'ai pu vérifier sur place. Cet ensemble de sédiments est surmonté par une lame assez importante de calcaires saccharoïdes d'un gris sale, calcaires souvent zones et plissotés. Cette lame de calcaires est bien représentée de Prunelli di Casacconi à Ortiporio. Ici, ces calcaires se présentent en bancs d'épaisseur variant de 1 m. 50 à 2 m. 50, calcaires saccharoïdes assez blancs et susceptibles de fournir un marbre blanc qui pourrait être utilisé. (p. 102-103). », avant de conclure :

« [...] ou que l'on coupe, de l'Ouest à l'Est, la montagne de San Petrone, etc., partout les roches que l'on rencontre appartiennent essentiellement aux schistes à mica blanc avec calcaires phylliteux (calcschistes), aux calcaires gris zones ou aux schistes verts amphiboliques, sédiments dans lesquels il y a des masses énormes de roches vertes intrusives. »

— D. Hollande in Géologie de la Corse, p. 107.
On trouve en blocs épars dans le lit des torrents descendant des pointes de Caldane, de Merza et du mont Muffrajo, la smaragdite (euphotide), appelée aussi vert de Corse ou d'Orezza.

#### Relief
Petite commune de montagne, Rapaggio a une superficie de 256 ha. Son territoire se présente schématiquement comme un triangle, avec la pointe au nord, et la base au sud. Il est partagé dans sa « hauteur », par une arête de montagne, orientée dans un axe Nord-Sud, s'épaulant au mont Zucarello (1 045 m) sur un chaînon secondaire de la dorsale du San Petrone, jusqu'au Pied'Olmo (783 m d'altitude). Le secteur occidental représente une partie de la rive droite du Fium'Alto, aux pentes plus douces, et le secteur oriental, seulement la partie haute des flancs de la rive gauche du ruisseau d'Andegno,, formée de nombreux petits vallons. C'est dans ce secteur que se trouve le village de Rapaggio, exposé à l'est, et d'où l'on n'aperçoit pas les villages de Piedicroce et de Stazzona voisins.
Limites territoriales
Elles sont matérialisées ainsi :
- à l'ouest, par le Fium'Alto, de la côte 425 jusqu'à la côte 324 au nord ;
- à l'est, depuis la côte 324 au nord, par une démarcation longeant le flanc d'une arête de montagne, orientée dans un axe nord-sud et s'épaulant au mont Zucarello (1 045 m), puis suivant le lit du ruisseau de Rossi ;
- au sud, par une ligne de crête quasi horizontale, orientée vers le village de Carchetto, passant par le sommet Pied'Olmo et la pointe de Penta Scaglia (602 m), avant de rejoindre le lit du Fium'Alto sous le village de Stazzona.

### Hydrographie
Son territoire occupe une partie du secteur oriental du bassin versant du Fium'Alto. Ce fleuve longe sa limite occidentale administrative, de la côte 425 jusqu'à la côte 324 au nord. Sur ce parcours, le Fium'Alto reçoit, sur sa rive droite, les eaux de deux petits affluents qui ont pour nom : ruisseau Casamuccia et ruisseau d'Aja Loro.

« Malgré ma demi-cécité je descendis dans le lit du Fiumalto, long torrent qui roule à travers toutes ces montagnes et tombe dans la mer, afin de contempler un bloc superbe de ce vert de Corse que j'avais admiré, si bien travaillé, si brillant, dans la chapelle des Médicis de Florence. Je le lavai je le baignai, car on sait que l'eau donne un moment à ces riches minéraux l'éclat du plus parfait poli. Les vallées d'Orezza appelées avec enthousiasme par le savant ingénieur Gueymard, l'Élysée de la Géologie, produisent abondamment aussi bien que le torrent, ce plus beau de nos marbres qui pourrait servir à la construction des plus grandioses édifices et à la confection de vases, de tables, de candélabres les plus élégants. »

— Antoine Claude Valery in Voyages en Corse, à l'île d'Elbe et en Sardaigne, 1837 - tome I, p. 284-285.

#### Le bassin hydrominéral d'Orezza
La Castagniccia repose sur un substratum métamorphique, des formations du Quaternaire ancien et récent, constituant des réservoirs poreux, en particulier au voisinage des basses vallées des fleuves côtiers tel le Fium'Alto. Un nombre important de sources bicarbonatées ferrugineuses situées dans la région sédimentaire, constituent le bassin hydrominéral d'Orezza.

« Le type est la source départementale ou sorgente sottana, dite d'Orezza ; mais ces sources sont nombreuses. Elles sont distribuées suivant deux groupements ; il y a celui de Rapaggio-Stazzona et celui des vallées d'Alezani et de Bravone. Elles sont toutes groupées le long d'une ligne orientée S. 7° E. suivant un anticlinal rompu à la charnière en pli-faille. Elles sont riches en acide carbonique libre et en fer à l'état de bicarbonate. Leur température varie entre 16 degrés (la Caldane) et 12 degrés (Pardina), soit sensiblement la température moyenne de l'année indiquant une profondeur de 40 à 50 mètres. Le débit pour toutes ces sources varie entre 90 et 100 litres à la minute. Elles sont dues à des eaux d'infiltration remontant par le pli-faille indiqué plus haut. »

— D. Hollande in Géologie de la Corse, Bulletin de la Société des Sciences historiques et naturelles de la Corse, janvier 1917 - p. 192.

### Climat et végétation
Le village est entouré par de nombreux châtaigniers, arbousiers, fougères, bruyères, etc. Le climat est très doux en période estivale et peut être parfois très frais et humide durant la période automnale et hivernale.

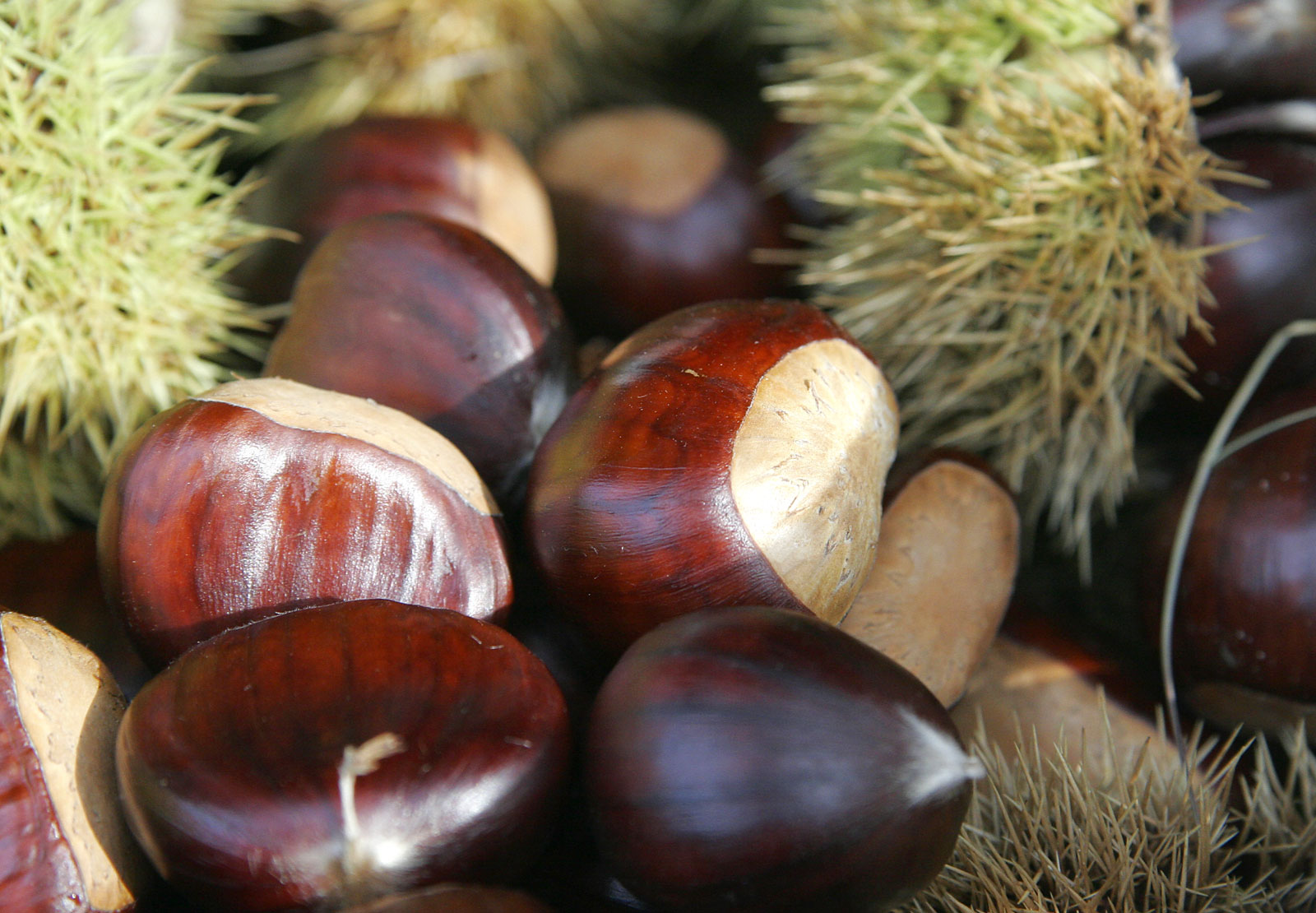
Des châtaignes.
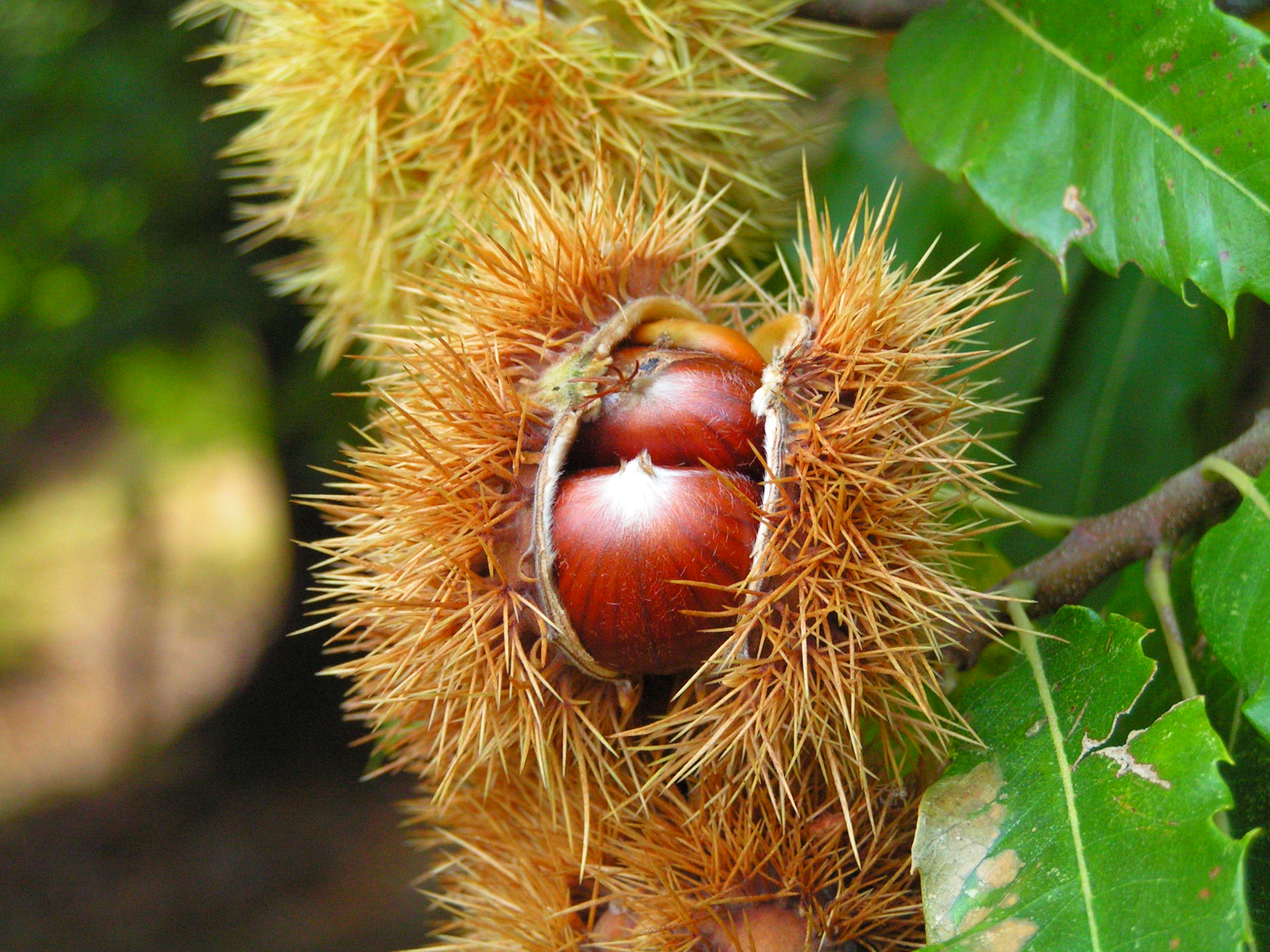
Des châtaignes dans leur bogue.
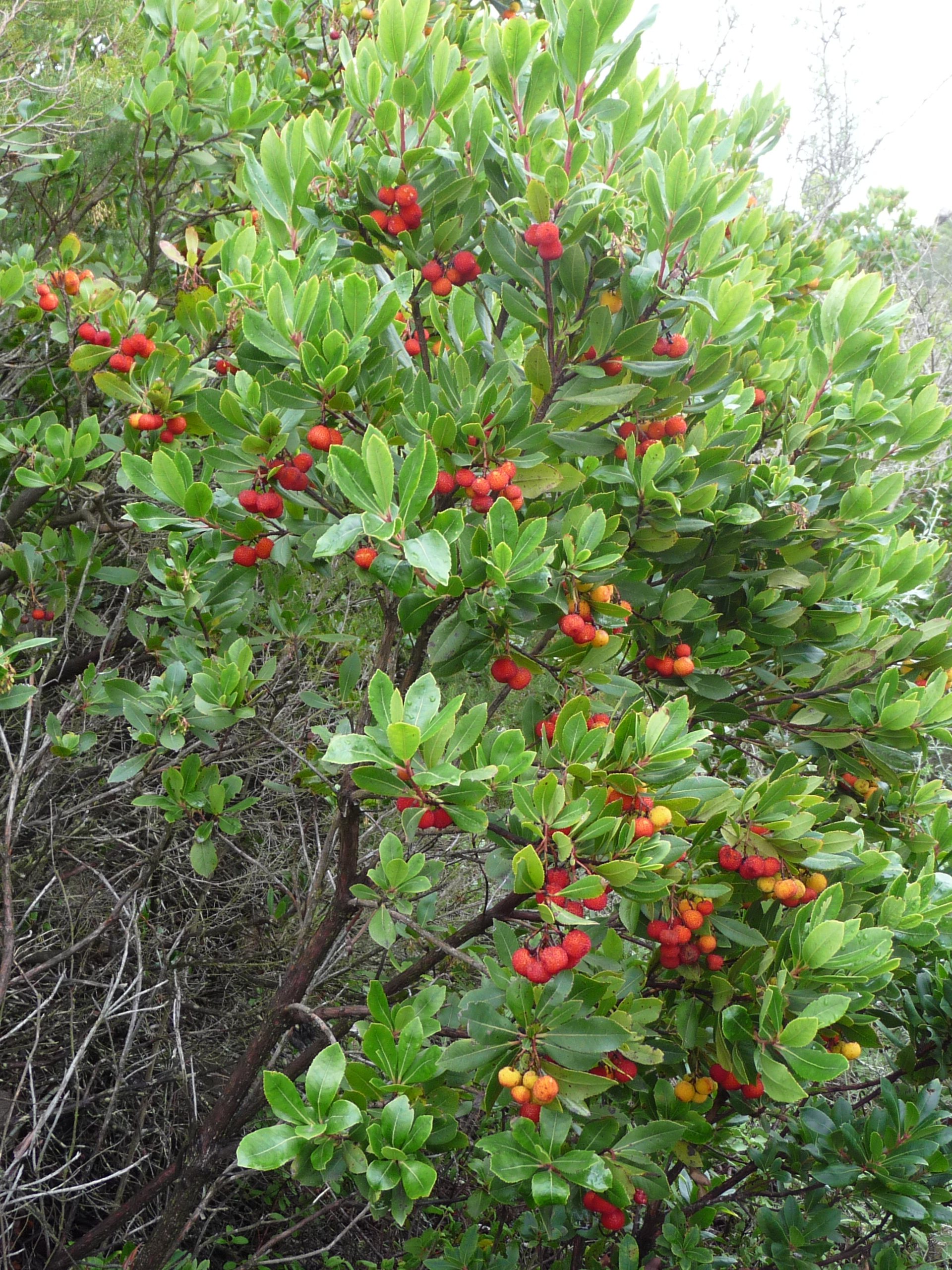
Arbousier
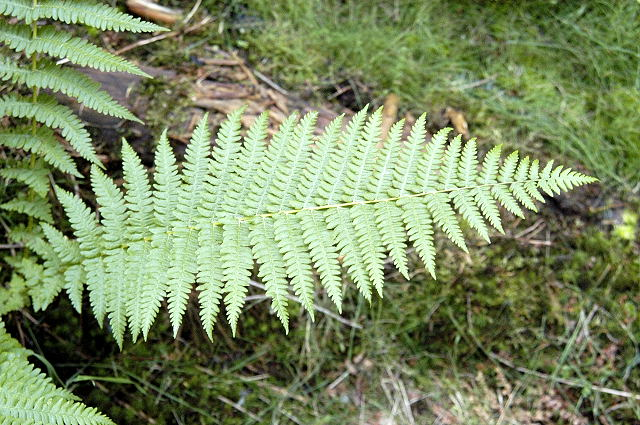
Fougères

### Voies de communication et transports

#### Accès routiers
La commune est traversée par la route D 46 qui a sa jonction avec la D 506 à Osci (Stazzona). Elle dessert le hameau de Granajola puis le village de Rapaggio avant de se terminer à Tramica (Valle-d'Orezza), 1,7 km plus loin.

Au sud, depuis la D 46, démarre la D 146 qui rejoint la D 71 au sud de Carpineto.

#### Transports
La gare de Casamozza, gare la plus proche, est distante de 33,9 kilomètres par la route.
 
Rapaggio se trouve à 36,7 kilomètres des gares de Ponte-Nuovo et Barchetta, et 37,1 kilomètres de la gare de Ponte-Leccia.
Le village est distant, par route, de :
- 38,5 km de l'aéroport de Bastia Poretta et 55,8 km de son port de commerce ;
- 108 km de l'aéroport de Calvi-Sainte-Catherine et 99,8 km du port de commerce de L'Île-Rousse ;
- 134 km de l'aéroport d'Ajaccio Napoléon Bonaparte et 135 km de son port de commerce.

## Urbanisme

### Typologie
Au 1er janvier 2024, Rapaggio est catégorisée commune rurale à habitat très dispersé, selon la nouvelle grille communale de densité à sept niveaux définie par l'Insee en 2022.
Elle est située hors unité urbaine. Par ailleurs la commune fait partie de l'aire d'attraction de Bastia, dont elle est une commune de la couronne,. Cette aire, qui regroupe 93 communes, est catégorisée dans les aires de 50 000 à moins de 200 000 habitants,.

### Occupation des sols
L'occupation des sols de la commune, telle qu'elle ressort de la base de données européenne d’occupation biophysique des sols Corine Land Cover (CLC), est marquée par l'importance des forêts et milieux semi-naturels (100 % en 2018), une proportion identique à celle de 1990 (100 %). La répartition détaillée en 2018 est la suivante : 
forêts (100 %). L'évolution de l’occupation des sols de la commune et de ses infrastructures peut être observée sur les différentes représentations cartographiques du territoire : la carte de Cassini (XVIIIe siècle), la carte d'état-major (1820-1866) et les cartes ou photos aériennes de l'IGN pour la période actuelle (1950 à aujourd'hui).

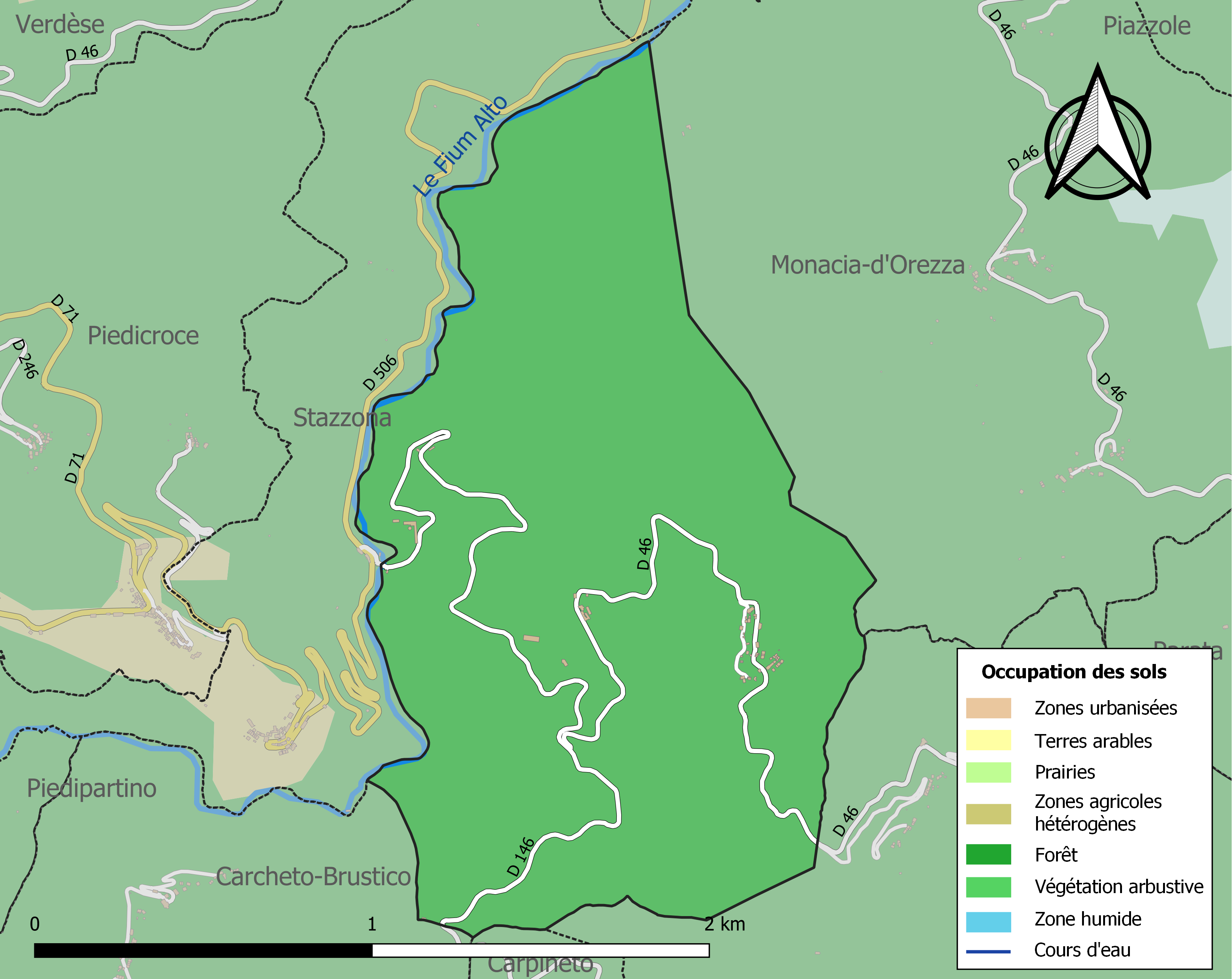
Carte des infrastructures et de l'occupation des sols de la commune en 2018 (CLC).

### Quartiers

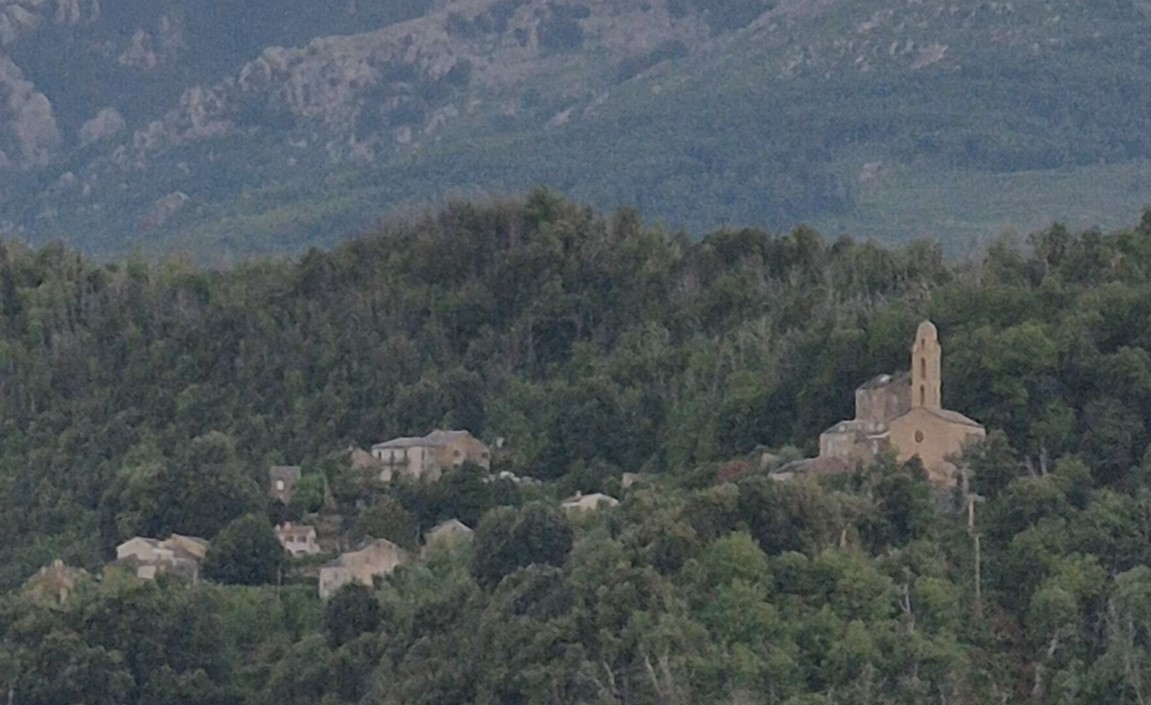
Vue générale du village depuis Monacia-d'Orezza.

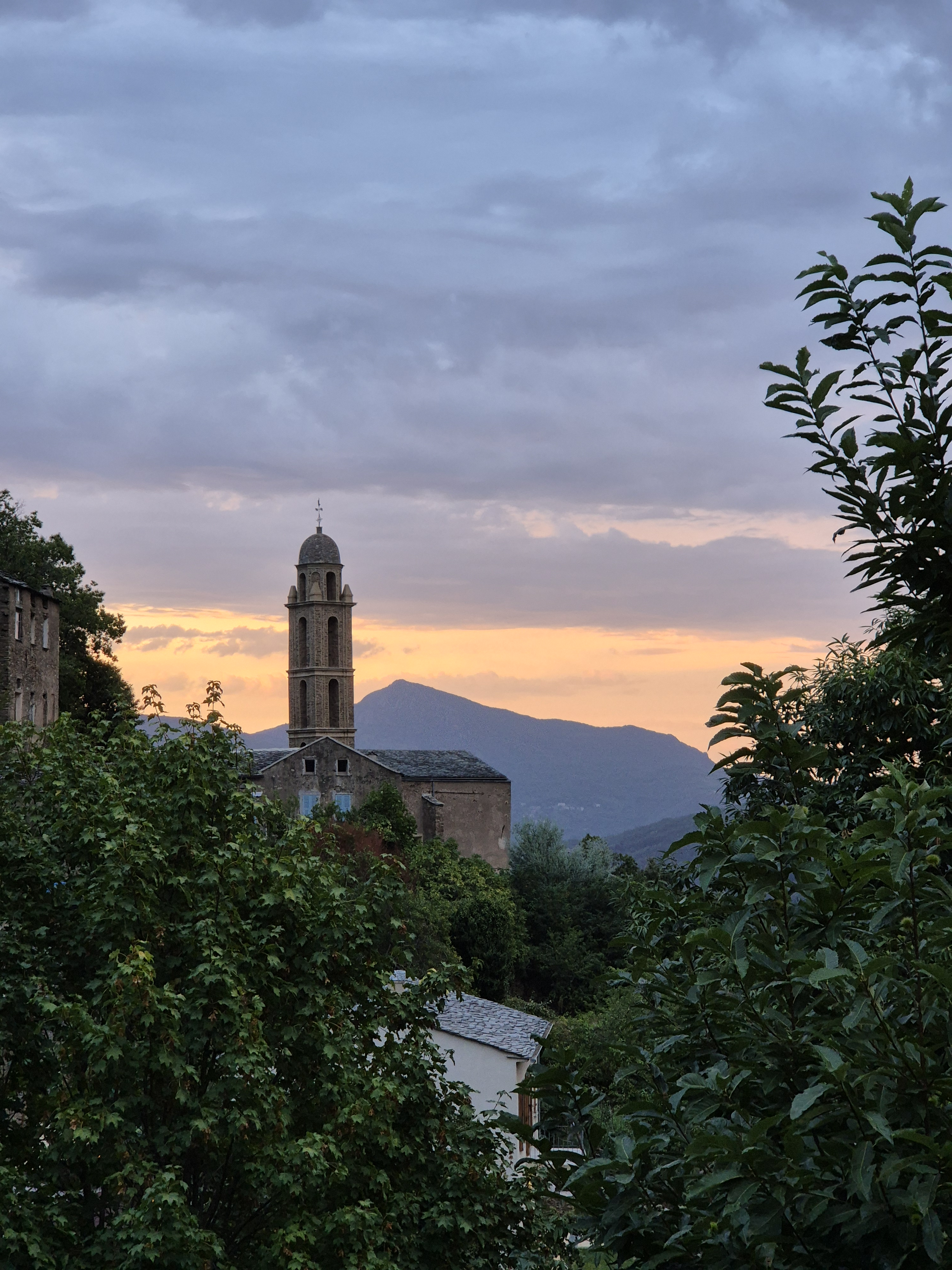
Vue de Rapaggio.

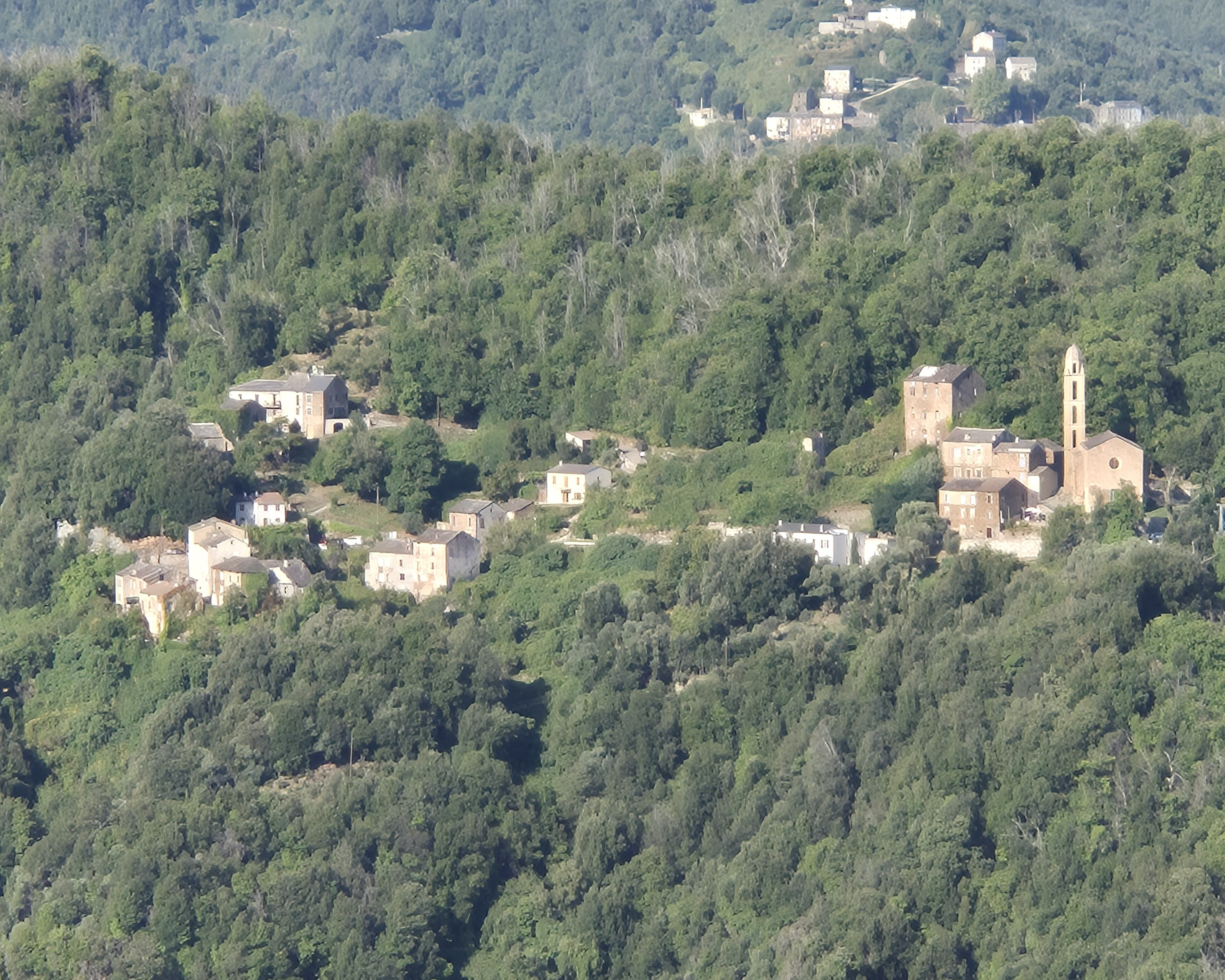
Vue générale du village depuis San Bertuli.

#### E Macinelle
Macinelle est l'endroit où se trouve l'héliport le plus proche du village. Il se situe à quelques mètres au nord de Rapaggio.

#### Chjesa
Le quartier de l'église se situe à l'entrée nord du village. Il comprend principalement l'église paroissiale Notre-Dame-de-l'Assomption, la place du village et son monument aux morts et la salle polyvalente.

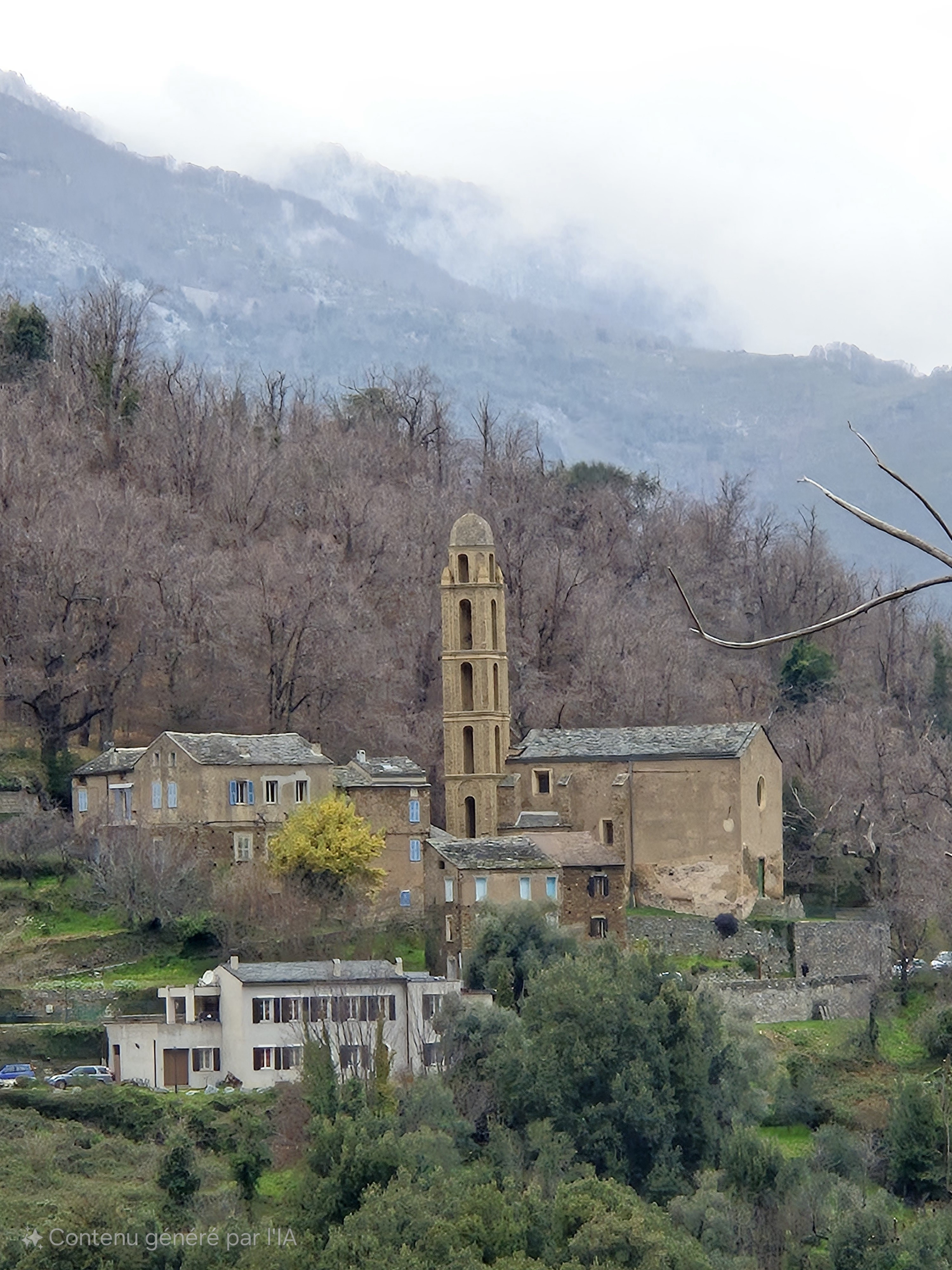
Chjesa
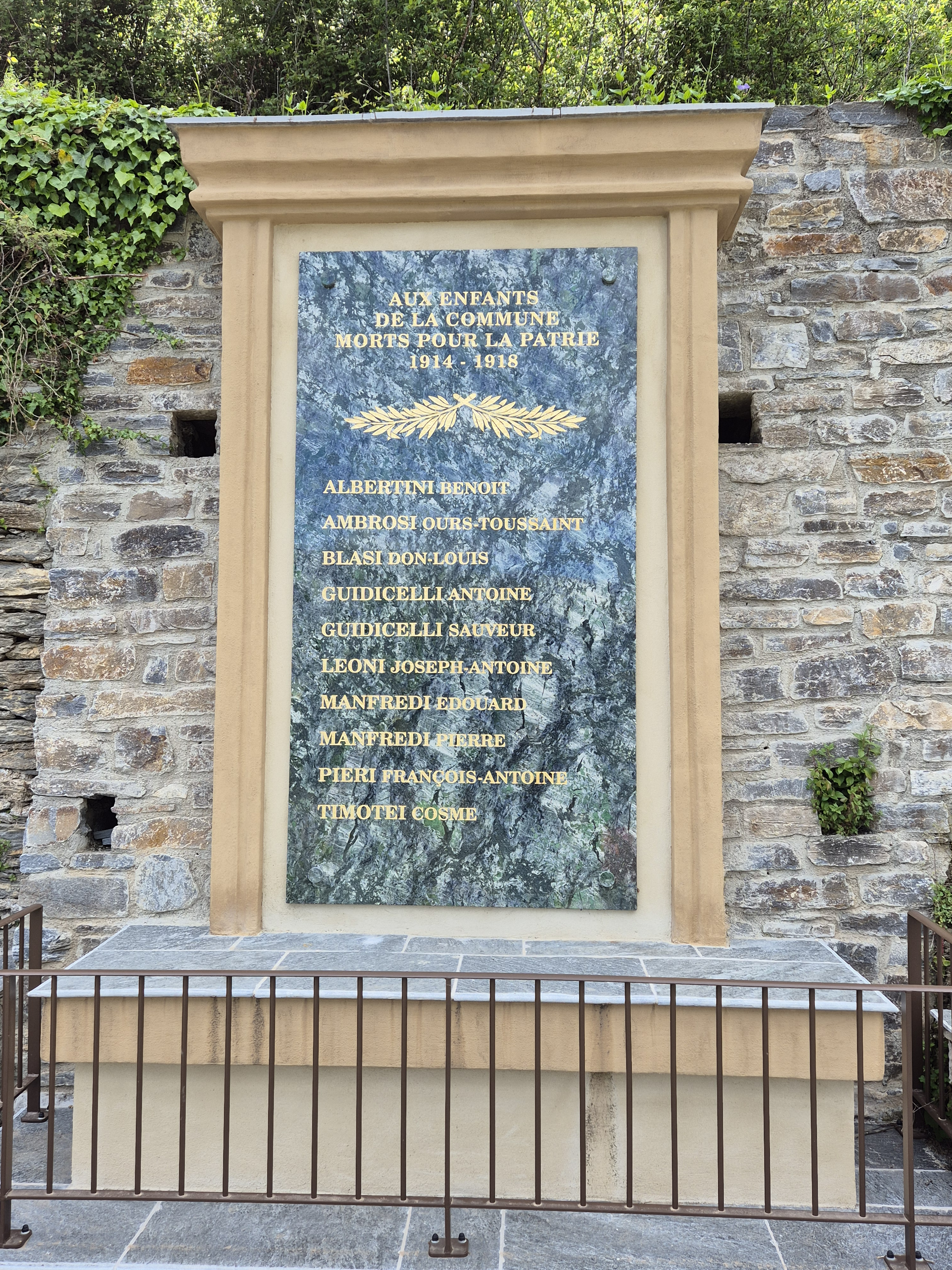
Le monument aux morts.
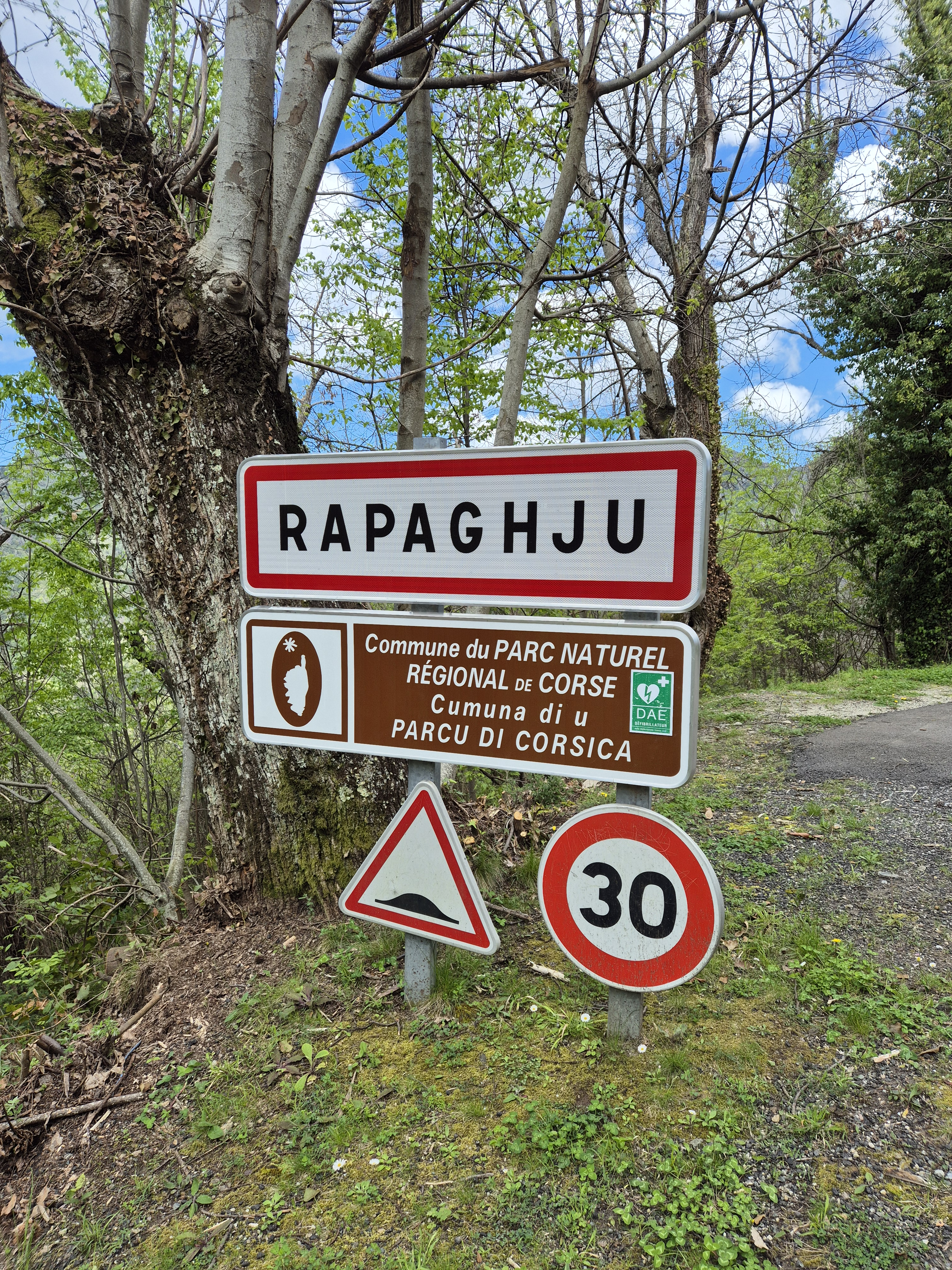
Entrée de l'agglomération.

#### A Tozza
Le lieu-dit A Tozza se situe dans la partie haute du village. Il comprend la mairie et un gîte.

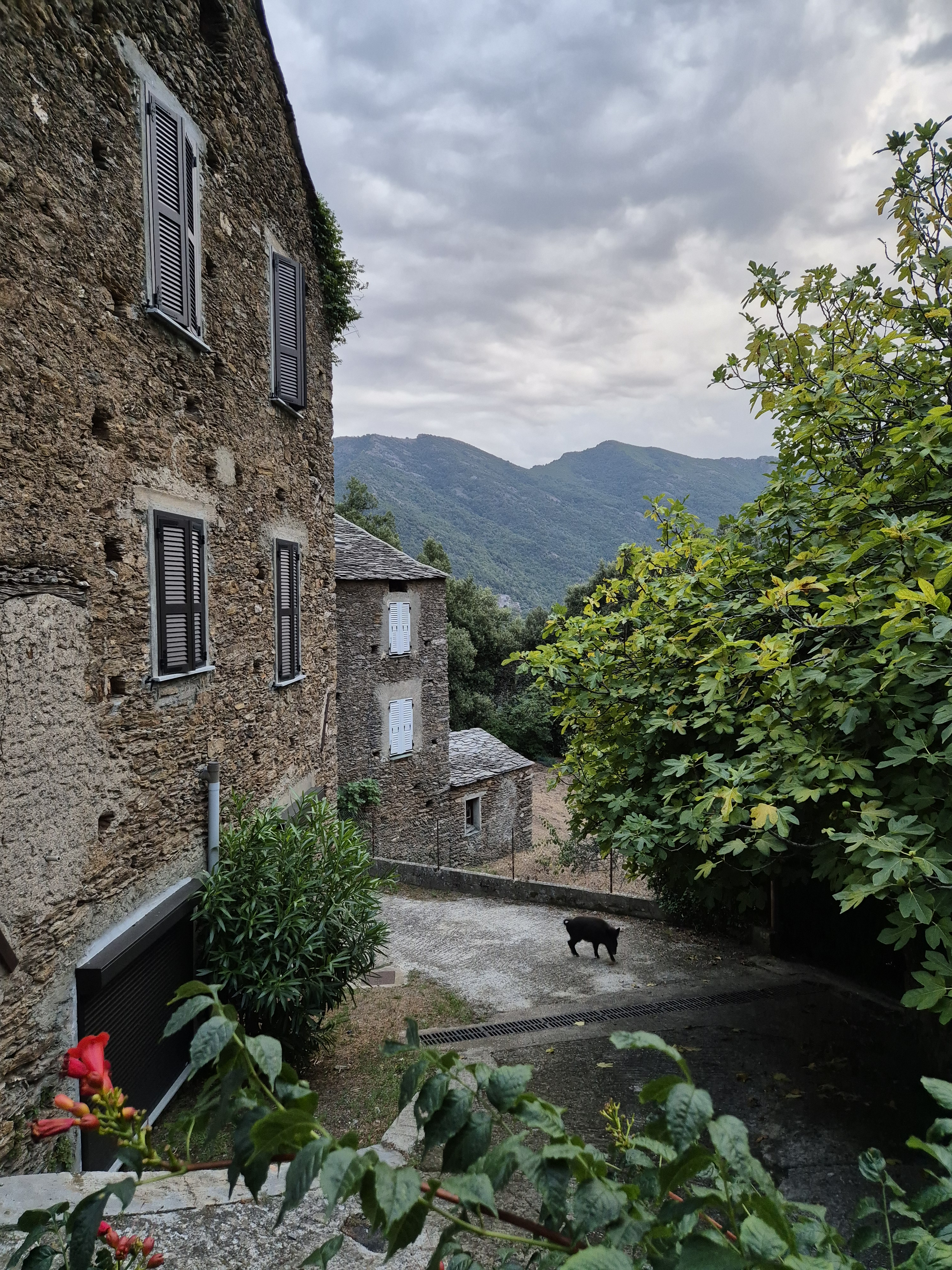
A Tozza
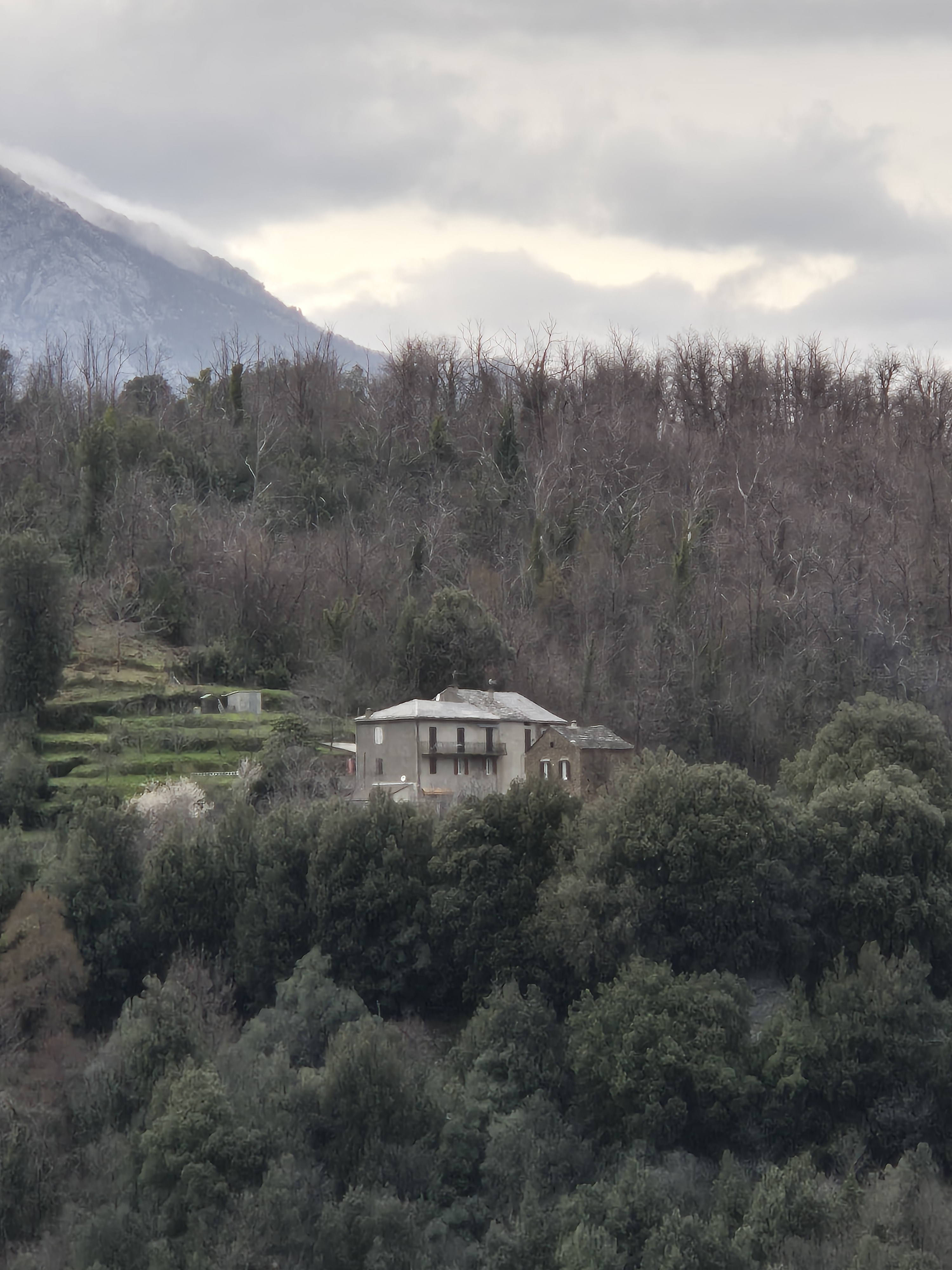
A Tozza

#### U Curtoghju
Le Curtoghju se situe dans la partie basse du village.

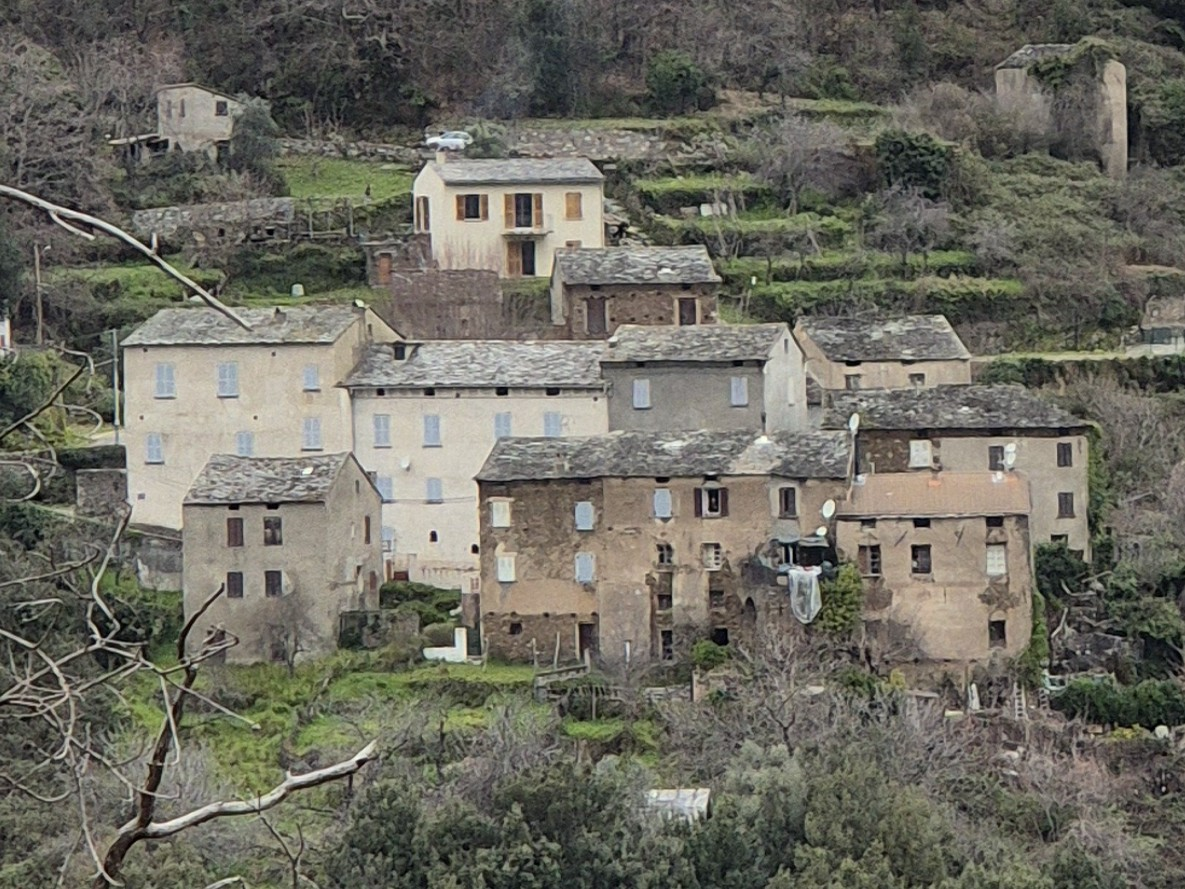
U Curtoghju

### Risques naturels et technologiques
De par sa couverture végétale, son sol schisteux instable, et les fortes précipitations de fin d'automne, la commune court des risques de feux de forêt et d'inondations. Le risque « séisme » y est très faible.

Depuis la fin du siècle dernier, 4 inondations et coulées de boue ont fait l'objet d'arrêté de catastrophes naturelles des 21 octobre 1999, 4 novembre 2011, 1er octobre 2015 et 24 novembre 2016.

## Toponymie
En corse la commune se nomme Rapaghju.

## Histoire

### Antiquité
Le site était fréquenté par les Romains qui appréciaient déjà l'eau d'Orezza pour ses vertus curatives.
C'est aussi aux Romains, selon Émile Gueymard, géologue, que nous devons la découverte de cette intéressante roche (la smaragdite, appelée aussi vert de Corse ou d'Orezza) que l'on la trouve notamment en blocs épars dans le lit des torrents descendant des pointes de Caldane, de Merza et du mont Muffrajo. Ils en orneront au XVIe siècle la chapelle des Médicis à Florence.

### Moyen Âge
Le village médiéval est très ancien, comme le témoignent l'architecture des maisons ainsi que son église, dont la façade en pierre est apparente.

### Temps modernes
Au XVIe siècle, vers 1520, la pieve d'Oreza, comptait environ 5 000 habitants. Elle avait pour lieux habités : la Campana, la Ponticagia, lo Fossato, le Bulianache, le Celle, lo Poggiolo, Nocario, Acqua Fredola, lo Zuccarello, l’Erbagio, lo Petricagio, le Verallese, Campo Rotundo, Campo Donico, Siliura, lo Pigiale, lo Pè di Oreza, Pozolo, la Casalta, Piano, lo Pèdelaciore, la Fontana, le Duchelagie, lo Satoio, Patrimonio, Pastorechia, Stazone, le Piazole, le Ghilardagie, le Francolachie, lo Pastino, Osto, le Pichiaragie, Casabuona, Marmurio, lo Pogile, Casinegri, lo Gallico, la Casanova, la Penra buona, la Parata, lo Pogio, , lo Pè di Petro, Tramica, le Pogie, Rapagio, Granagiolle, l’Olmo, Carpineto, Posatoio, Brosteco, lo Colle, Carcheto, lo Sorbello, lo Castello, lo Pè di Albertino, le Maistragie.
- 1553 - Agostino Spinola, l'un des premiers gentilshommes de Gênes débarqué en Corse sur vingt-six galères avec mille soldats espagnols et deux mille italiens, après avoir défait et chassé ses ennemis, se conduisit comme s'il eût fait la guerre aux populations de ces montagnes, et non aux Français. Pour leur mettre sous les yeux un exemple terrible, il fit brûler et piller une partie de la piève de Rostino, une partie de celle d'Ampugnani et celle d'Orezza tout entière.
- 1554 - Andrea Doria accorda pour vingt jours un sauf-conduit aux pièves d'Orezza, d'Ampugnani, de Bozio, de Vallerustie, de Rostino et de Casacconi, pour que leurs habitants pussent aller faire la moisson et s'en retourner librement. Les populations firent ainsi leur moisson sans être inquiétées.
- 1556 - Sampiero Corso souleva sur son passage les populations, notamment dans la piève d'Orezza où des centaines d'hommes le rejoignirent. Il séjourna quelques jours dans la piève d'Orezza. Il est trahi par Fra Martino, un religieux du couvent qui informa Stefano Doria sur les mouvements de Sampiero. Découvert, Fra Martino sera emprisonné avant d'être relâché sur la demande de Fra Battista, supérieur général de la province.
- 1558 - Alfonso, fils aîné de Sampiero, ayant appris que Luzio de la Casabianca qui avait été nommé capitaine par son père, avait fait sa soumission aux Génois et qu'il était à leur solde, fit élever un fort à l'Erbaggio d'Orezza pour défendre cette piève. Le capitaine génois Cristoforo de' Negri fut envoyé avec plusieurs compagnies dans la piève d'Orezza pour s'emparer du fort. Celui-ci fut enlevé sans gros efforts, les défenseurs s'étant retirés en escarmouchant du côté de Carpineto.
- 1559 - Traité du Cateau-Cambrésis : la Corse est rendue à Gênes

Au début du XVIIIe siècle, avant la grande révolte des Corses contre les Génois (1729-1769), Oresa faisait alors partie de la province génoise de Bastia et relevait de sa juridiction civile.
« la pieue d’Orezza, che confina à mezzogiorno con quelle d’Allesani, e di Uallerustie : fà 3826.abitanti con 58.Uillaggi frà questi i principali sono Tramica, Piazale, Piè della Croce, Rapagio, Grana, Erbaggio, Parata, Querrino, Pastorechia, Fontana, Bustico, Colle, Carpineto, Uerdese, Fossetto, Piè d’Opartino, Nocaria, /222/ Campodenico, Stazzona, Piè d’Orezza, Carcheto, Castello, Sorbello, Campana, e Casanoua ; in questa Pieue euui un monastero di Frati minori. ».
- 1768 - 15 mai, après la cession de la Corse à la France par les Génois, l'île passe sous administration militaire française. Les circonscriptions administratives territoriales sont révisées. Rapaggio se trouvait dans la pieve d'Orezza.
- 1789 - La Corse fait partie du royaume de France. Onze juridictions royales la composent : Aiacciu, Aleria, Bastia, Bonifaziu, Calvi et Balagna, Capicorsu, Corti, A Porta d’Ampugnani, Nebbiu, Sartè et Vicu.
- 1790 - 26 février, par décret la Corse est partagée en neuf districts (ex-juridictions) : Bastia, Oletta, A Porta, Cervioni, Corti, l'Isula Rossa, Aiacciu, Tallà et Vicu. Le district est partagé en cantons (ex-pievi), le canton en communes. Le 4 mars, peu après la Révolution française, est créé le département de Corse.
- 1793 - Le département de El Golo (l'actuelle Haute-Corse) est créé. La commune se trouvait dans le district de Corte (qui devient en 1801 l'arrondissement de Corte). Elle portait le nom de Rapaggio (An II). Le canton est celui d'Orezza.
- 1794-1796 : l'île devient le Royaume de Corse (plus communément royaume anglo-corse).
- 1801 - On retrouve le même nom au Bulletin des lois.
- 1828 - Le canton d'Orezza devient le canton de Piedicroce[14].

### Époque contemporaine
- En 1954, et ce jusqu'en 1973, Rapaggio formait le canton de Piedicroce avec les communes de Brustico, Campana, Carcheto, Carpineto, Monacia d’Orezza, Nocario, Parata, Piazzole, Piedicroce, Piedipartino, Pied’Orezza, Stazzona, Valle d’Orezza et Verdese.
- En 1973, fusion des cantons de Piedicroce et de Valle-d'Alesani pour former le canton d'Orezza-Alesani.
- 2014 - Par suite d'un redécoupage territorial, Rapaggio intègre le canton de la Castagniccia.

## Politique et administration

### Liste des maires
| Période                                  | Période   | Identité               | Étiquette | Qualité                                 |
| ---------------------------------------- | --------- | ---------------------- | --------- | --------------------------------------- |
| 1919                                     |           | Giocondo Manfredi      | Radical   | Médecin, conseiller général (1908-1935) |
|                                          |           | Jean-Martin Cristofari |           |                                         |
|                                          | mars 2001 | Pasquin Pieri          | DVG       | Retraité                                |
| mars 2001                                | En cours  | Stella Pieri           | DVG       | Fonctionnaire                           |
| Les données manquantes sont à compléter. |           |                        |           |                                         |

### Rattachements administratifs et électoraux
Rapaggio relève du tribunal d'instance de Bastia, du tribunal de grande instance de Bastia, de la cour d'appel de Bastia, de la cour d'assises  de Bastia, du tribunal pour enfants de Bastia, du conseil de prud'hommes de Bastia, du tribunal de commerce de Bastia, du Tribunal des affaires de la Sécurité Sociale de Bastia, du Tribunal paritaire des baux ruraux  de Bastia, du tribunal administratif de Bastia et de la cour administrative d'appel de Marseille.

## Population et société

### Démographie
L'évolution du nombre d'habitants est connue à travers les recensements de la population effectués dans la commune depuis 1800. Pour les communes de moins de 10 000 habitants, une enquête de recensement portant sur toute la population est réalisée tous les cinq ans, les populations de référence des années intermédiaires étant quant à elles estimées par interpolation ou extrapolation. Pour la commune, le premier recensement exhaustif entrant dans le cadre du nouveau dispositif a été réalisé en 2006.

En 2022, la commune comptait 31 habitants, en évolution de +24 % par rapport à 2016 (Haute-Corse : +5,15 %, France hors Mayotte : +2,11 %).
| 1800 | 1806 | 1821 | 1831 | 1836 | 1841 | 1846 | 1851 | 1856 |
| ---- | ---- | ---- | ---- | ---- | ---- | ---- | ---- | ---- |
| 197  | 196  | 212  | 193  | 203  | 188  | 212  | 192  | 201  |

| 1861 | 1866 | 1872 | 1876 | 1881 | 1886 | 1891 | 1896 | 1901 |
| ---- | ---- | ---- | ---- | ---- | ---- | ---- | ---- | ---- |
| 201  | 217  | 619  | 224  | 187  | 203  | 159  | 161  | 164  |

| 1906 | 1911 | 1921 | 1926 | 1931 | 1936 | 1946 | 1954 | 1962 |
| ---- | ---- | ---- | ---- | ---- | ---- | ---- | ---- | ---- |
| 150  | 140  | 126  | 114  | 79   | 75   | 89   | 58   | 61   |

| 1968 | 1975 | 1982 | 1990 | 1999 | 2006 | 2011 | 2016 | 2021 |
| ---- | ---- | ---- | ---- | ---- | ---- | ---- | ---- | ---- |
| 40   | 27   | 31   | 14   | 10   | 17   | 20   | 25   | 29   |

| 2022 | - | - | - | - | - | - | - | - |
| ---- | - | - | - | - | - | - | - | - |
| 31   | - | - | - | - | - | - | - | - |

### Enseignement
Il n'y a pas d'établissement scolaire à Rapaggio. Un service de ramassage scolaire est en place ; tous les jours les quelques enfants scolarisables, sont conduits jusqu'à Piedicroce, village distant de 7,6 km, où l'école élémentaire n'a plus qu'une classe unique depuis la rentrée 2017-2018.

### Manifestations culturelles et festivités
La fête patronale du village se déroule le 15 août pour célébrer la Sainte-Marie. Le soir du 14 août est organisé le feu de la Sainte-Marie suivi d'un bal sur la place du village.

### Santé
Le centre hospitalier général de Bastia se situe à 54 km.
Il n'y a pas de médecin sur place ; les plus proches ont leur cabinet à Folelli, Penta-di-Casinca, Santa-Lucia-di-Moriani voire Cervione, localités respectivement distantes de 23 km, 26 km, 30 km et 34 km. Les infirmiers les plus proches se trouvent à Morosaglia et à Casabianca, villages distants respectivement de 23 km et de 20 km.

### Cultes
Célébrations de la Sainte-Marie le 15 août et feu le soir du 14 août.

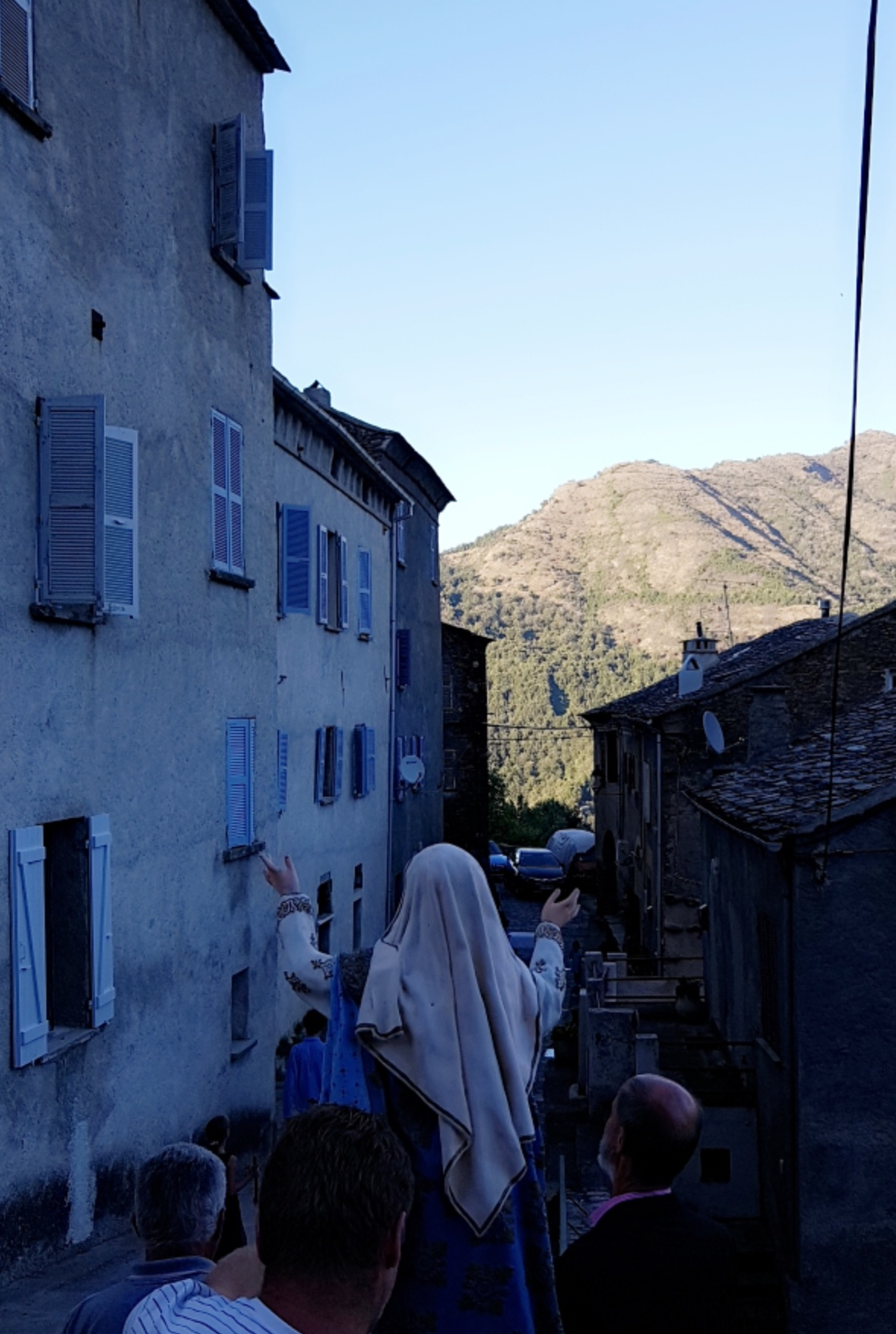
Procession du 15 août à Rapaggio.

## Économie

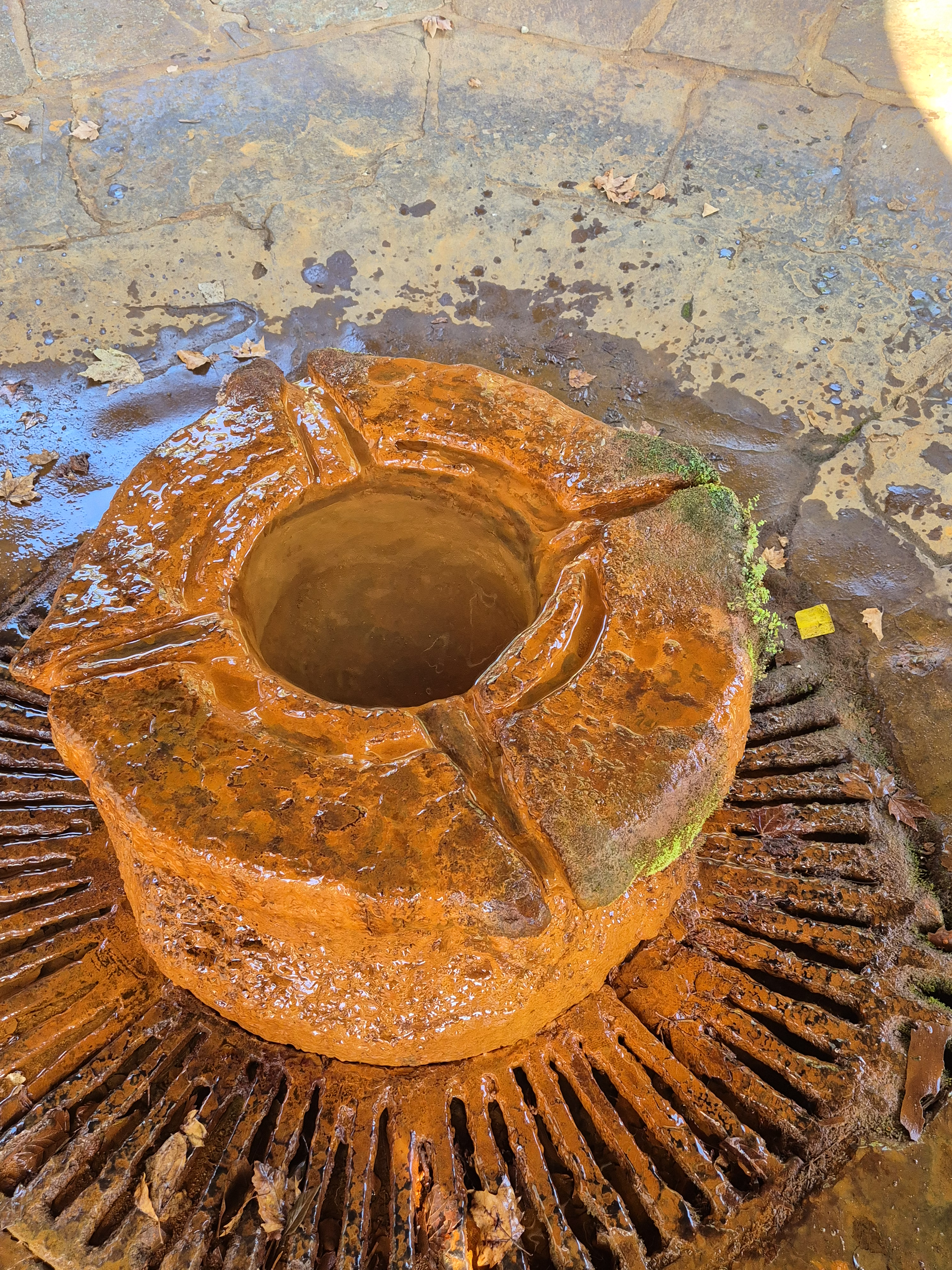
La source d'Orezza.

La principale richesse de Rapaggio est son bassin hydrominéral. Surgente Suttana, la source départementale d'Orezza, ferrugineuse et carbogazeuse, est la plus célèbre des eaux minérales corses. 
Connues depuis l'Antiquité, les eaux d'Orezza sont reconnues d'intérêt public par décret impérial le 7 février 1866. Elles connaissent leur apogée au cours des XIXe et XXe siècles. Leur exploitation est arrêtée en 1995. En 1998, l’exploitation de la source Surgente Suttana est reprise, avec modernisation du site.
En 1837, dans son ouvrage Voyages en Corse, à l'île d'Elbe et en Sardaigne, tome I p. 25, Antoine Claude Valery écrivait : « Les eaux ferrugineuses et gazeuses d'Orezza malgré leurs prodiges manquent de maison, et se prennent rustiquement sous des tentes de feuillage. Leurs propriétés sont vraiment innombrables selon les médecins : apéritives, diurétiques, toniques, elles passent encore pour efficaces contre les affections chroniques de l'estomac, l'atonie, les maladies cutanées, la goutte, l'hystérie, les obstructions et les hémorroïdes. Tel est le montant de ces eaux que, prises à la source, elles brisent les bouteilles ou font sauter le bouchon ».

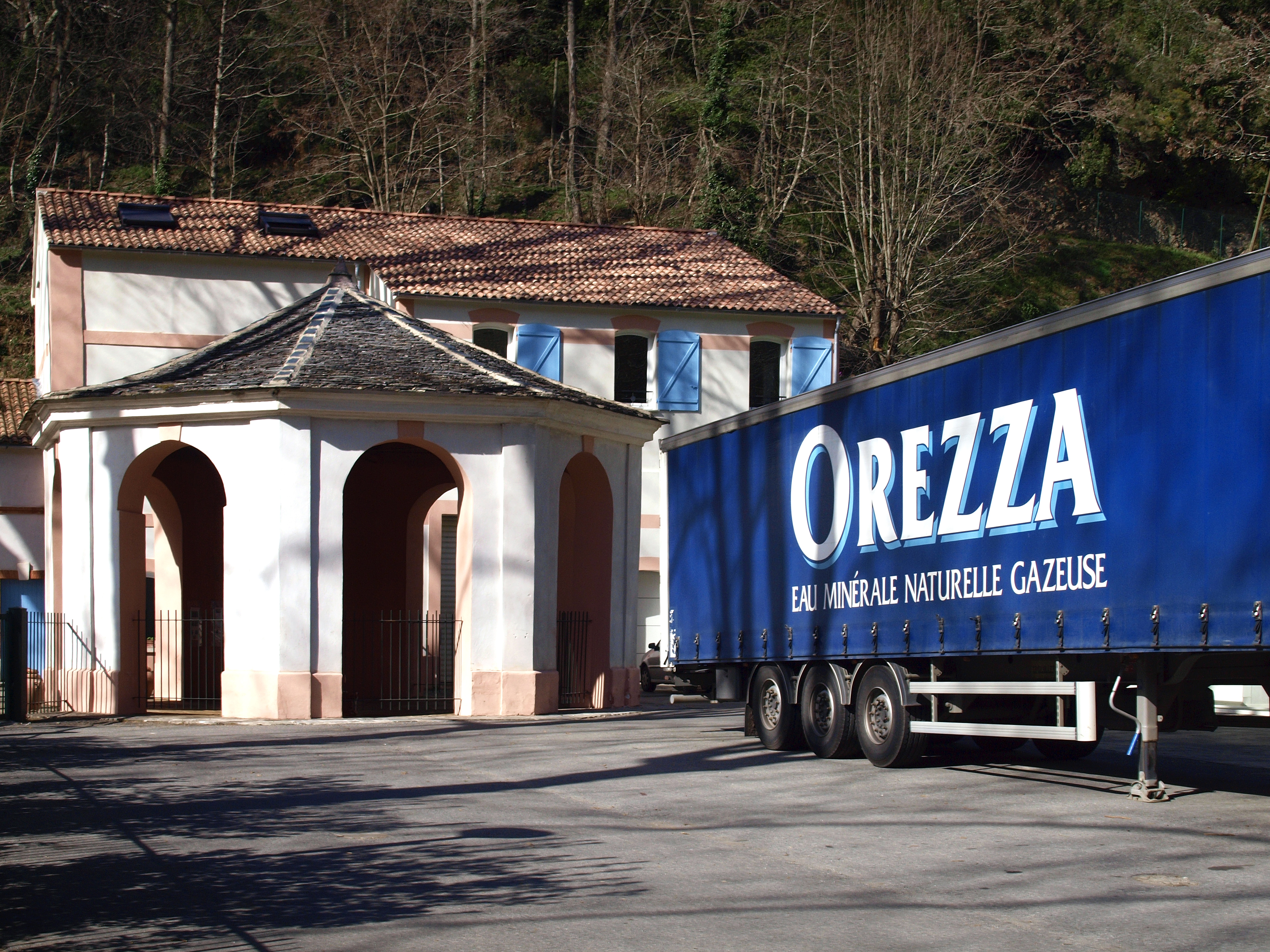
Les thermes d'Orezza.
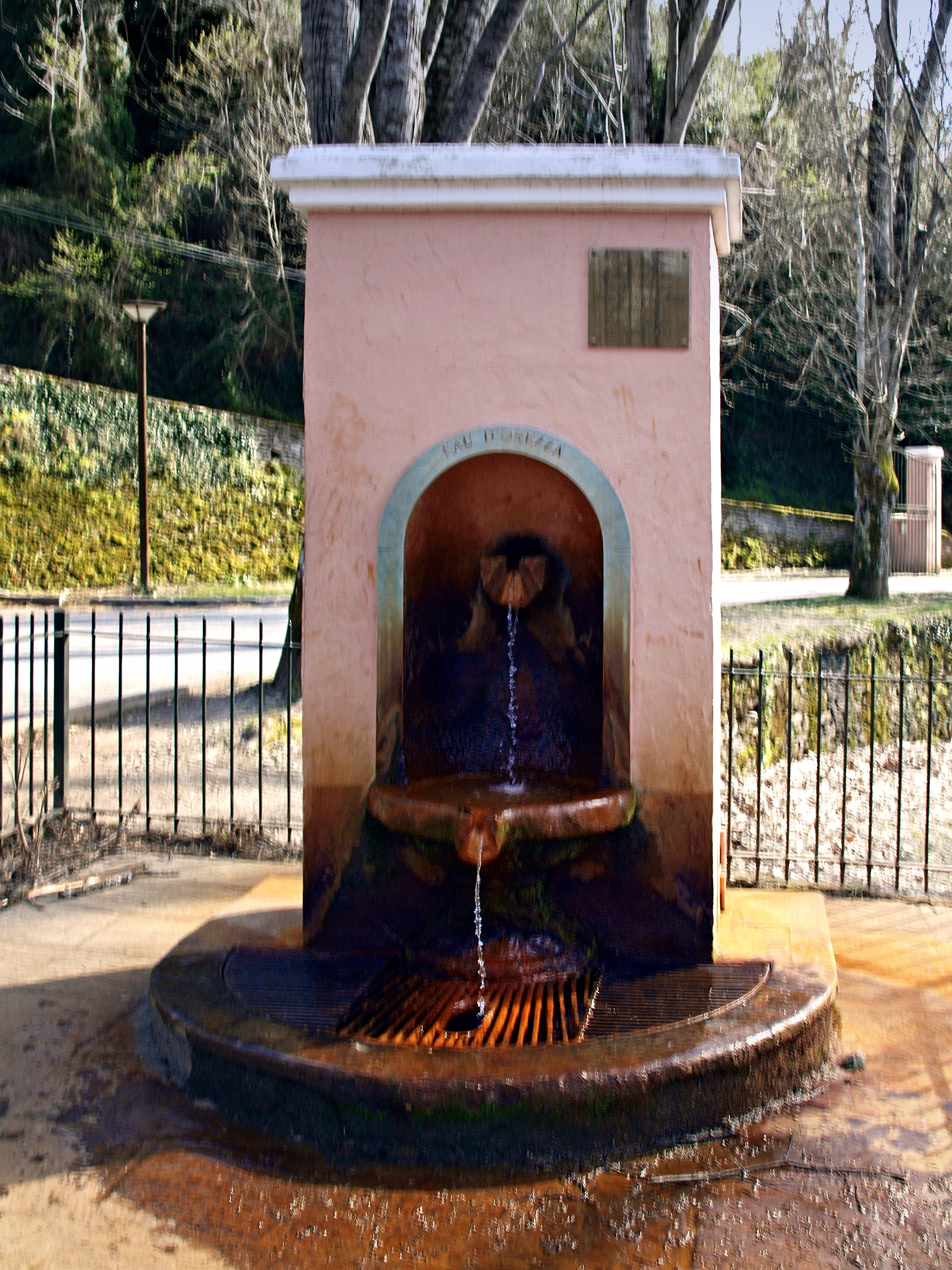
Fontaine offerte par M. Mora pour les visiteurs.

## Culture locale et patrimoine

### Lieux et monuments
- Le monument aux morts.

#### Maisons
Le village de Rapaggio est composé de vieilles maisons, construites en schiste, moellon et enduit, avec couvertures d'ardoise, durant les XVIe siècle au XIXe siècle. Sur un bâti de 39 maisons (INSEE), 30 ont été repérées et 7 étudiées. Ces dernières sont reprises à l'inventaire général du patrimoine culturel.

#### Parc du palais Granajola
Le parc du palais Granajola au lieu-dit Orezza, daté du XIXe siècle, propriété du département, est repris à l'inventaire général du patrimoine culturel.

#### Ancien établissement thermal
L'ancien établissement thermal à Acqua acitosa, est actuellement l'usine de mise en bouteilles des eaux minérales. Il date de la première moitié du XIXe siècle. Il était en activité jusqu'au milieu du XXe siècle. Il est réutilisé par une usine de mise en bouteilles des eaux minérales jusque dans les années 1990. Son activité est reprise en 2000. Propriété privée, il figure à l'inventaire général du patrimoine culturel.

#### Église paroissiale Notre-Dame-de-l'Assomption

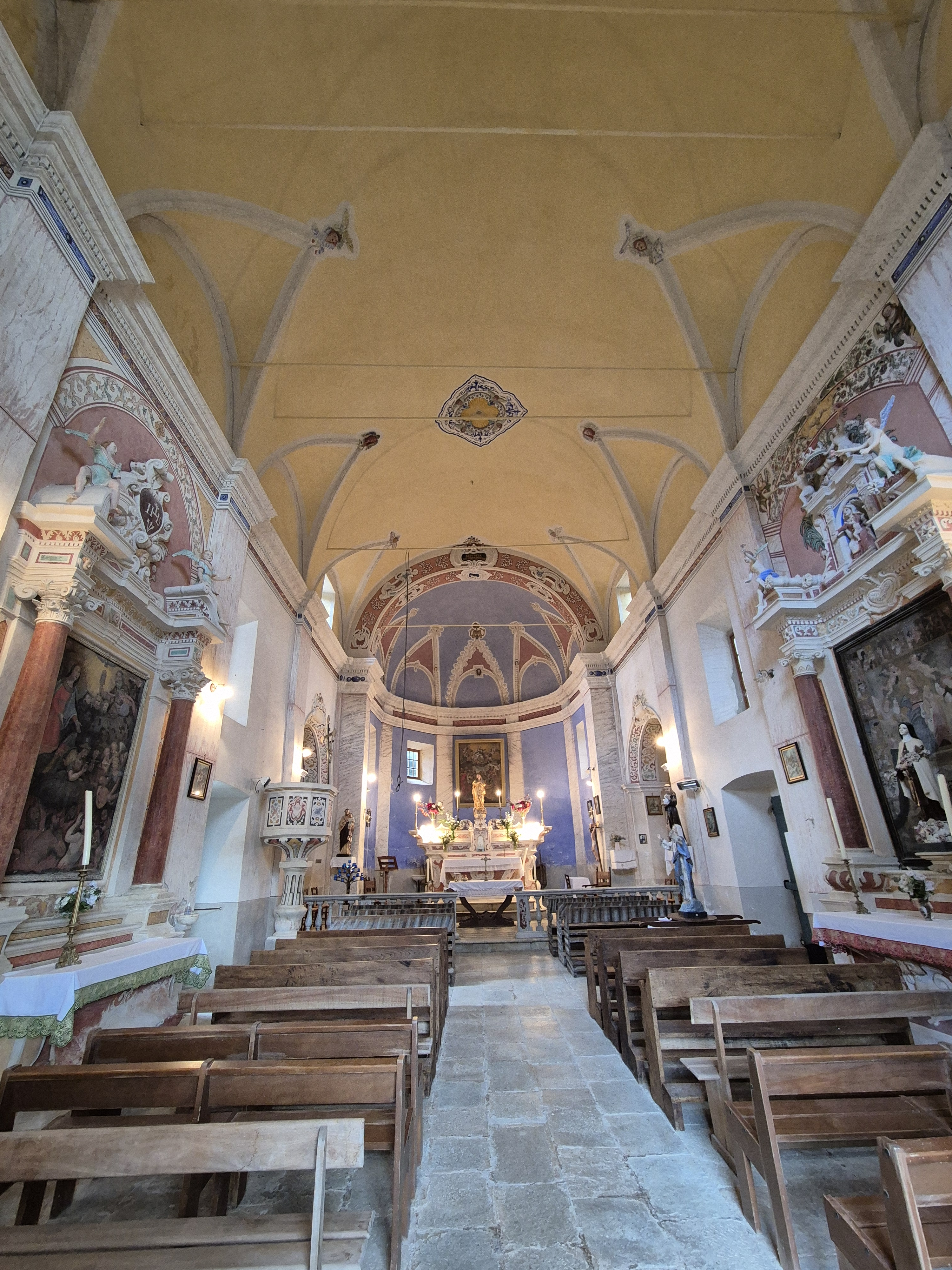
L'église paroissiale Notre-Dame-de-l'Assomption de Rapaggio, vue de l'intérieur.

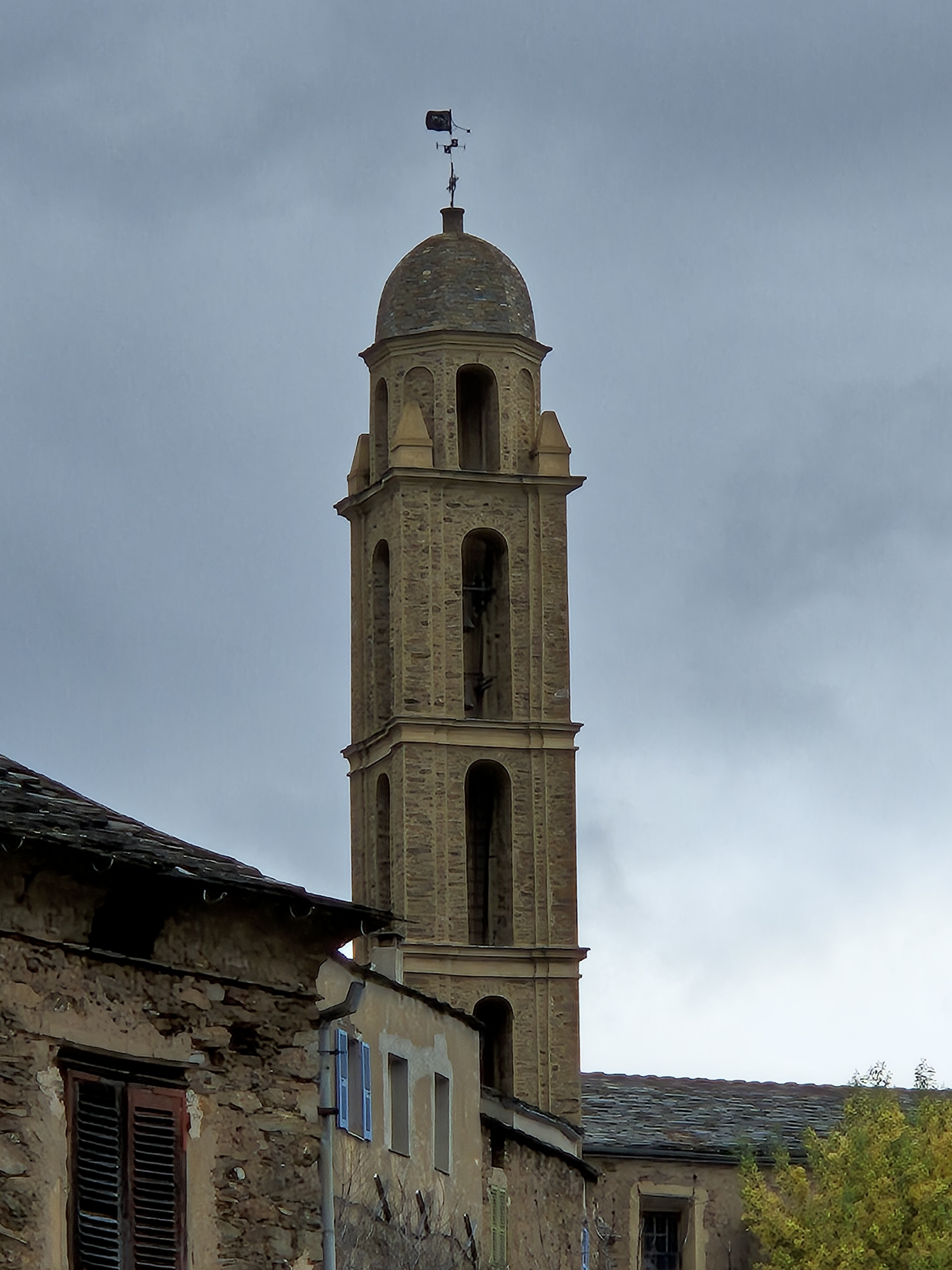
Campanile de l'église paroissiale Notre-Dame-de-l'Assomption de Rapaggio.

L'église paroissiale date de 1690. Elle a été reconstruite au milieu du XVIIIe siècle. C'est un édifice de plan allongé, au chevet à pans coupés, avec une nef voûtée en berceau à lunettes, prolongée par une abside voûtée en cul-de-four. Le chœur est séparé par une balustrade en marbre. Elle est dotée d'une tour-clocher à cinq niveaux, couronnée d'un dôme. Propriété publique, elle figure à l'inventaire général du patrimoine culturel.

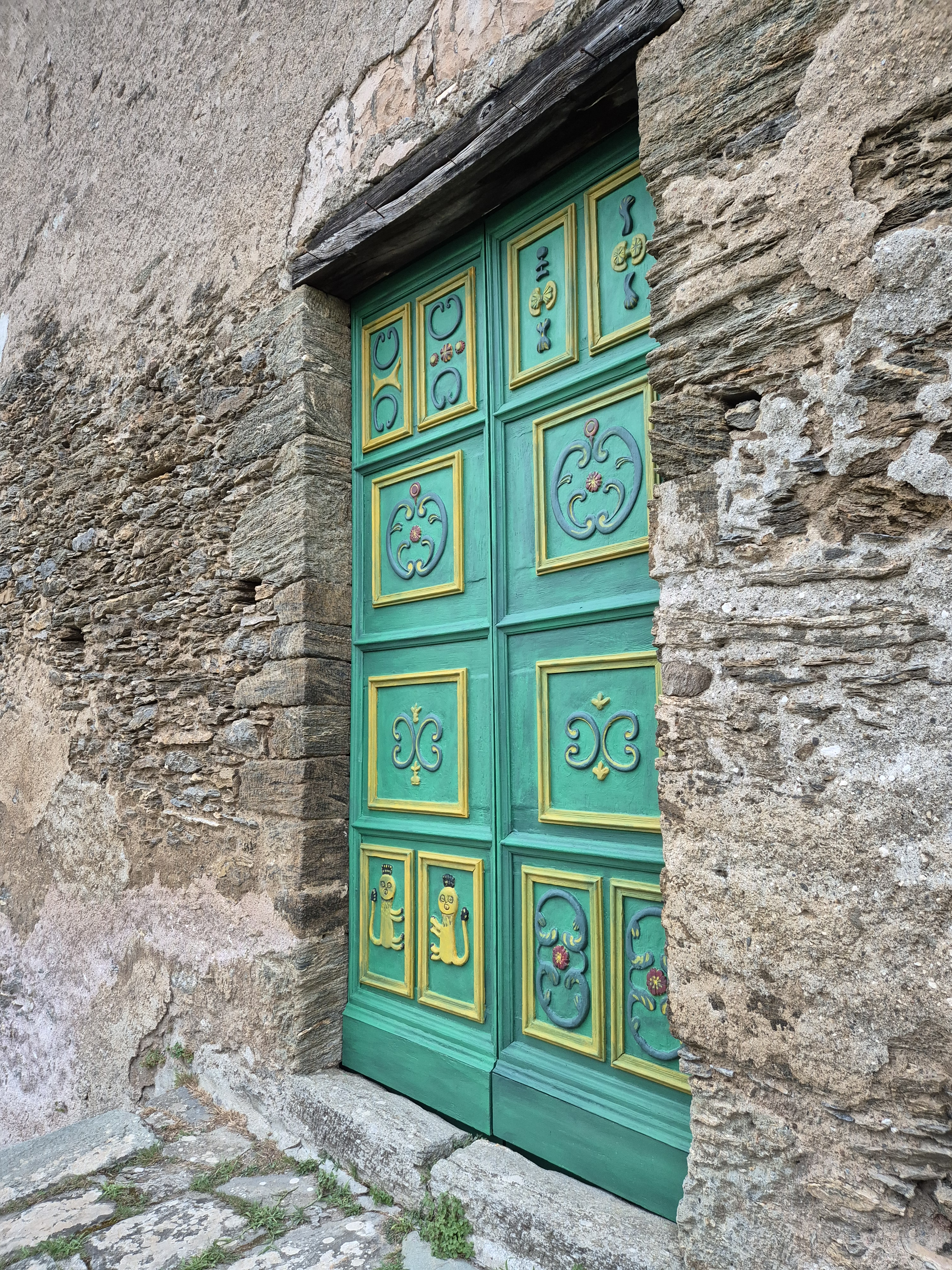
Porte de l'église.
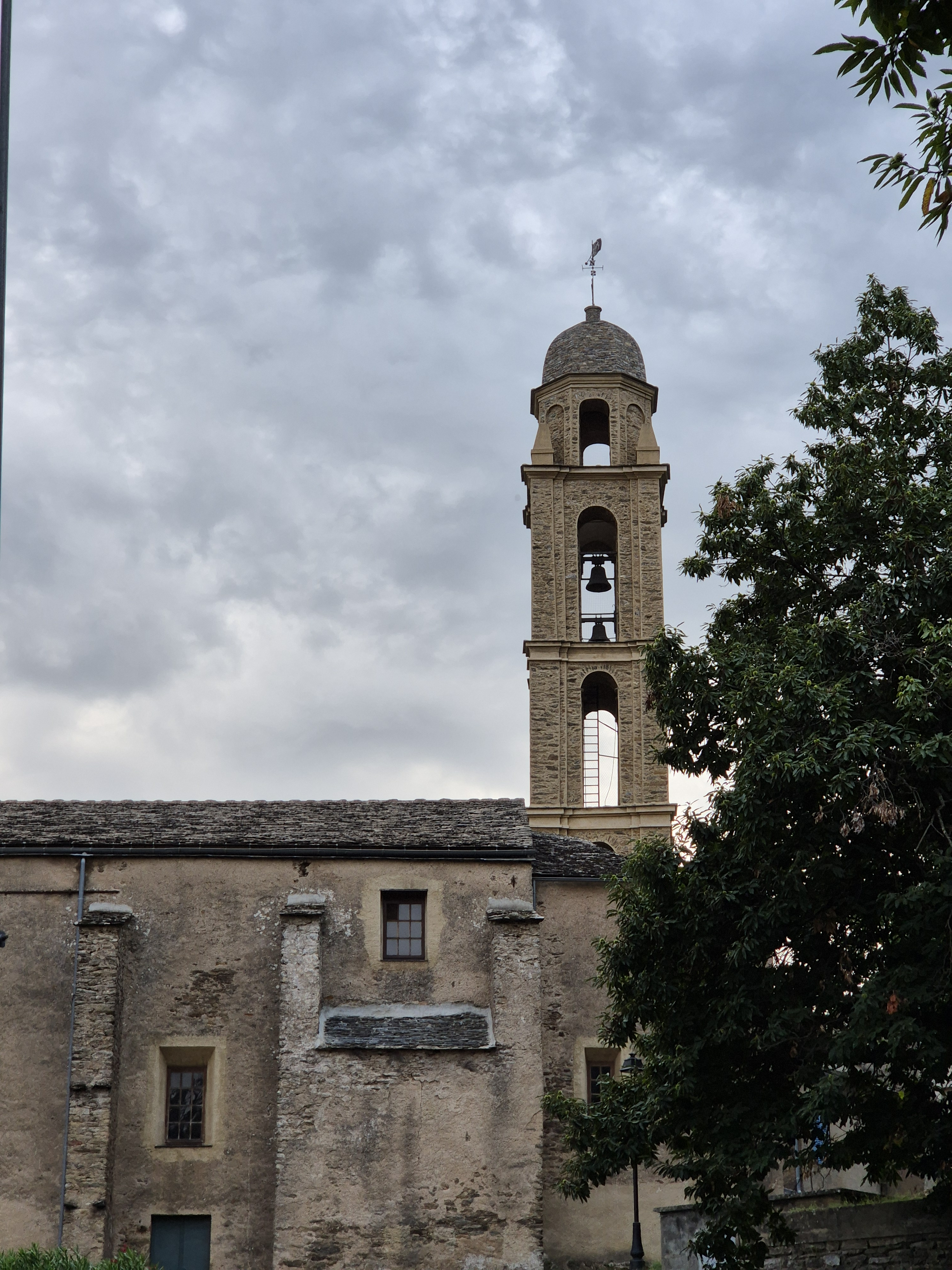
Campanile
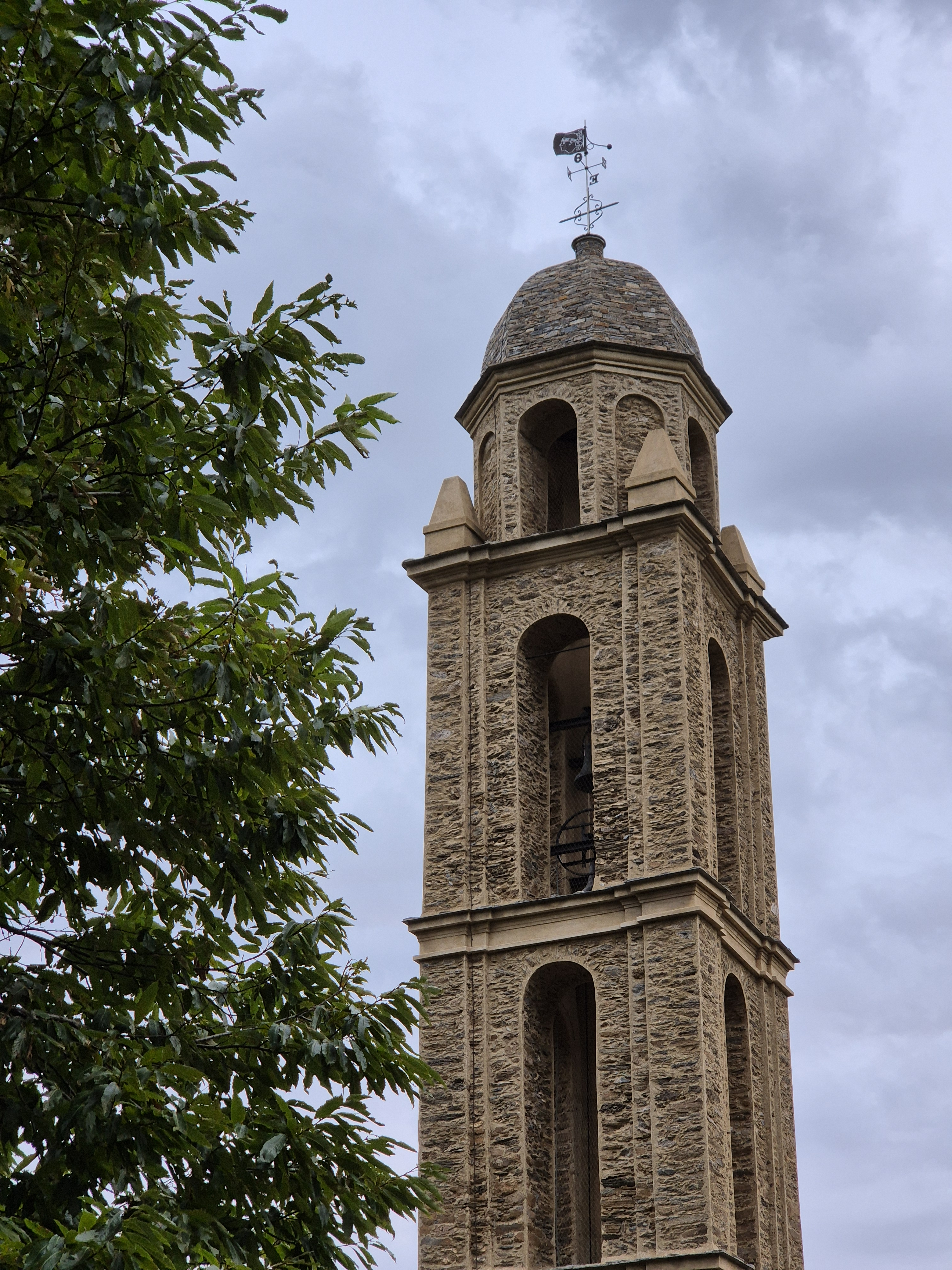
Campanile
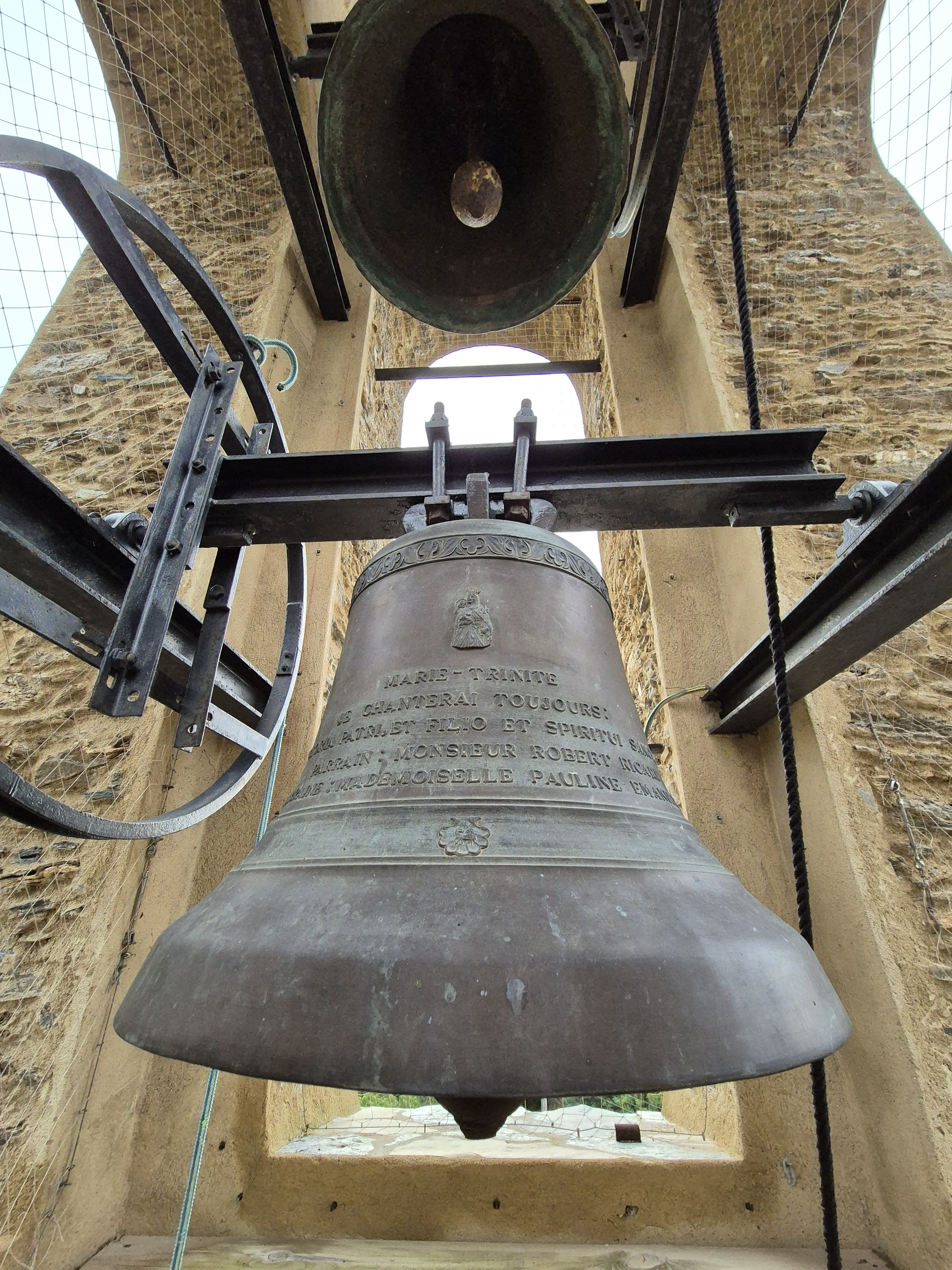
Les cloches situées au quatrième niveau du campanile.
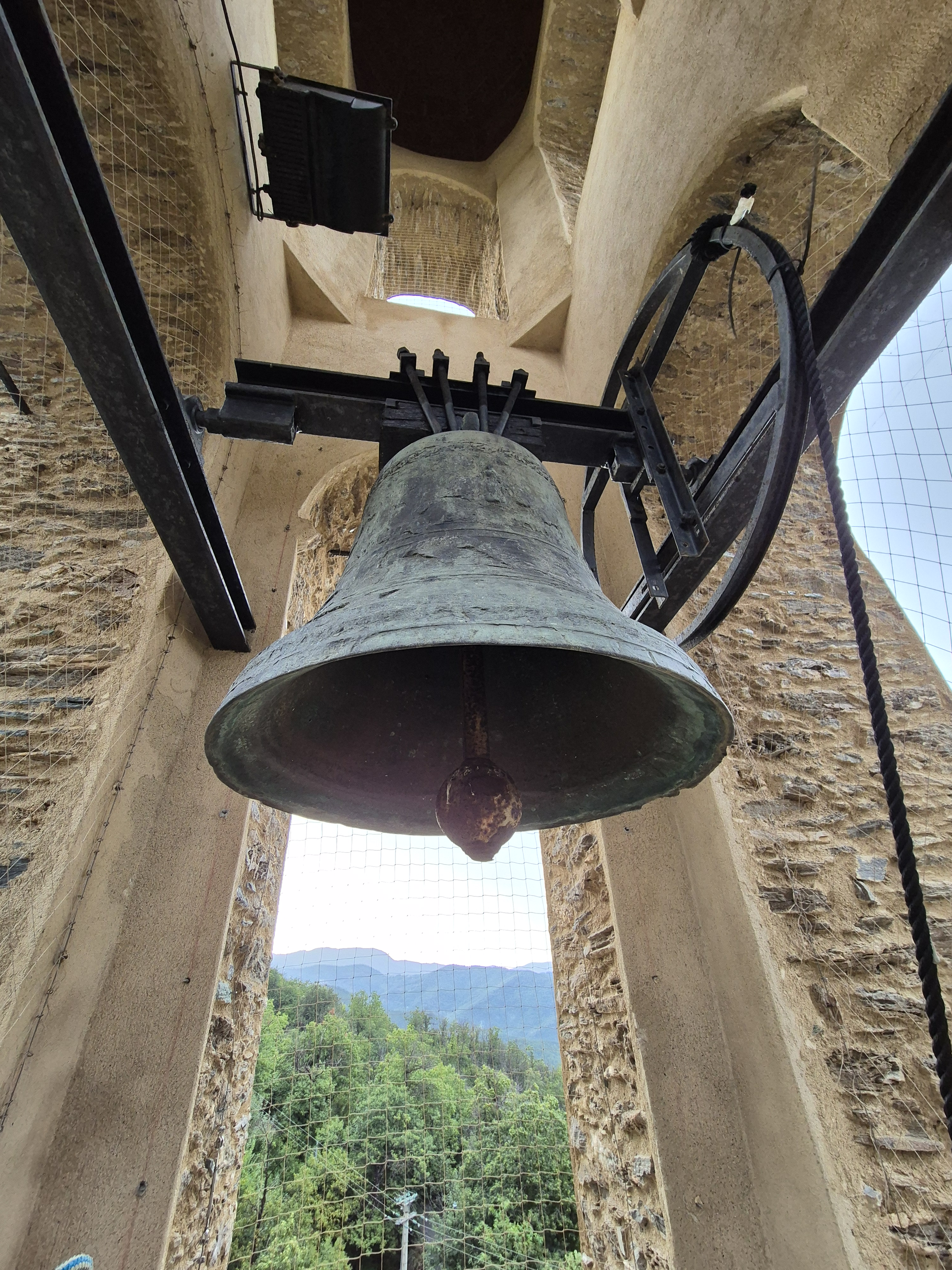
Les cloches situées au quatrième niveau du campanile.

### Patrimoine naturel

#### Parc naturel régional
Rapaggio est une commune adhérente au parc naturel régional de Corse, dans son « territoire de vie » appelé Castagniccia.

#### ZNIEFF
La commune est concernée par une zone naturelle d'intérêt écologique, faunistique et floristique de 2e génération :
Châtaigneraies de la Petite Castagniccia
Rapaggio fait partie des 43 communes concernées par la zone qui couvre une superficie totale de 10 559 ha. Cette zone s'étend sur le territoire appelé localement « la petite Castagniccia », dont 60 % sont couverts par les châtaigneraies. Elle fait l'objet de la fiche ZNIEFF 940004146 - Châtaigneraies de la Petite Castagniccia, 2e génération.

#### Site géologique
Sources ferrugineuses et carbogazeuses d'Orezza
Rapaggio possède un site anthropique de surface nommé « Sources ferrugineuses et carbogazeuses d'Orezza ». Ce site d'une superficie de 1 km2, se trouve sur la rive droite du Fium’Alto, au milieu de châtaigniers. Il comporte de nombreuses émergences froides carbogazeuses (Surgente, La Porta, Piana, Soprana, Croce, etc.) de type ferrugineux calcique. Il est repris à l'inventaire national du patrimoine naturel sous la fiche « CSC0008 - Sources ferrugineuses et carbogazeuses d'Orezza ».

### Personnalités liées à la commune
- Jean-Paul Limperani d'Orezza, (1694 - 1779), professeur de médecine, historien.
- Laure Limongi (1976 - ), éditrice et écrivaine française.